# جزر أبيض
الجزر الأبيض أو رثَة العجل  سيسارون كبير أو جزر البقر هو نوع نباتي يتبع جنس الغُرَيْرَاءِ والفصيلة الخيمية. بدأت زراعة الجزر الأبيض في أوروبا، ويتميز بلون أبيض.
وهو أحد أنواع الخضروات الجذرية، التي تشبه ثمارها إلى حد كبير ثمار الجزر، يزرع حول العالم منذ آلاف السنين، وهو نبات ثنائي الحول، يزرع عادة كنبات سنوي، ويترك في الأرض حتى ينضج، ويتميز بلونه الكريمي وشكله وملمسه المطابق لأنواع الجزر الأخرى، وهناك من يخلط بينهم لكنها أنواع مختلفة من الخضروات تنحدر من ذات العائلة النباتية والتي تدعى بالفصيلة الخيمية، والتي من أفرادها أيضًا الكراوية والكمون والبقدونس والشمر، ثمار الجزر الأبيض هي جذور النبات، يتراوح لونها ما بين اللون الأبيض الشاحب واللون الأصفر، أما اللب فيتمتع بمذاق حلو ولاذع، وبسبب مذاقه الحلو فمن الممكن استخدامه كمحلي طبيعي تمامًا مثل قصب السكر، الجزر الأبيض يمكن تناوله نيئًا أو مسلوقًا أو محمرًا. يجب اتخاذ الاحتياطات عند التعامل سيقان وأوراق الجزر الأبيض، حيث يمكن أن يسبب نسغ الجزر الأبيض طفحًا جلديًا أوعمى للعين إذا تعرض المصاب لأشعة الشمس بعد تعامله مع النبات. الموطن الأصلي للجزر الأبيض هو أوراسيا، وقد استُخدم كخضار منذ العصور القديمة، وكان الرومان يزرعونه، وقد استُخدم كمحلى قبل وصول سكر القصب إلى أوروبا.
عادة ما يتم طهي الجزر الأبيض، ولكن يمكن تناوله أيضًا في حالته الطبيعية النيئة، يتميز لحم الجزر الأبيض بنكهة حلوة أكثر من الجزر، ووصفته المؤلفة دروثي هارتلي بأنه " نوع من الحلاوة التي تمتزج بالعسل والتوابل"، كما اشار الكاتب ألان ديفيدسون، الذي يكتب حول الطهي والطعام، قائلاً: "يتميز الجزر الأبيض بمذاق غريب، على الرغم من أنه ليس قويًا، ولا يرضي الجميع". وهو غني بالفيتامينات ومضادات الأكسدة والمعادن وخاصة البوتاسيوم، كما أنه يحتوي على الألياف الغذائية، ومن الأفضل زراعة الجزر الأبيض في تربة عميقة خالية من الحجارة. يتعرض النبات للهجوم من قبل ذبابة الجزر والآفات الحشرية الأخرى، بالإضافة إلى الفيروسات والأمراض الفطرية، والتي يعد من أخطرها مرض القرحة النباتية.

## القيمة الغذائية

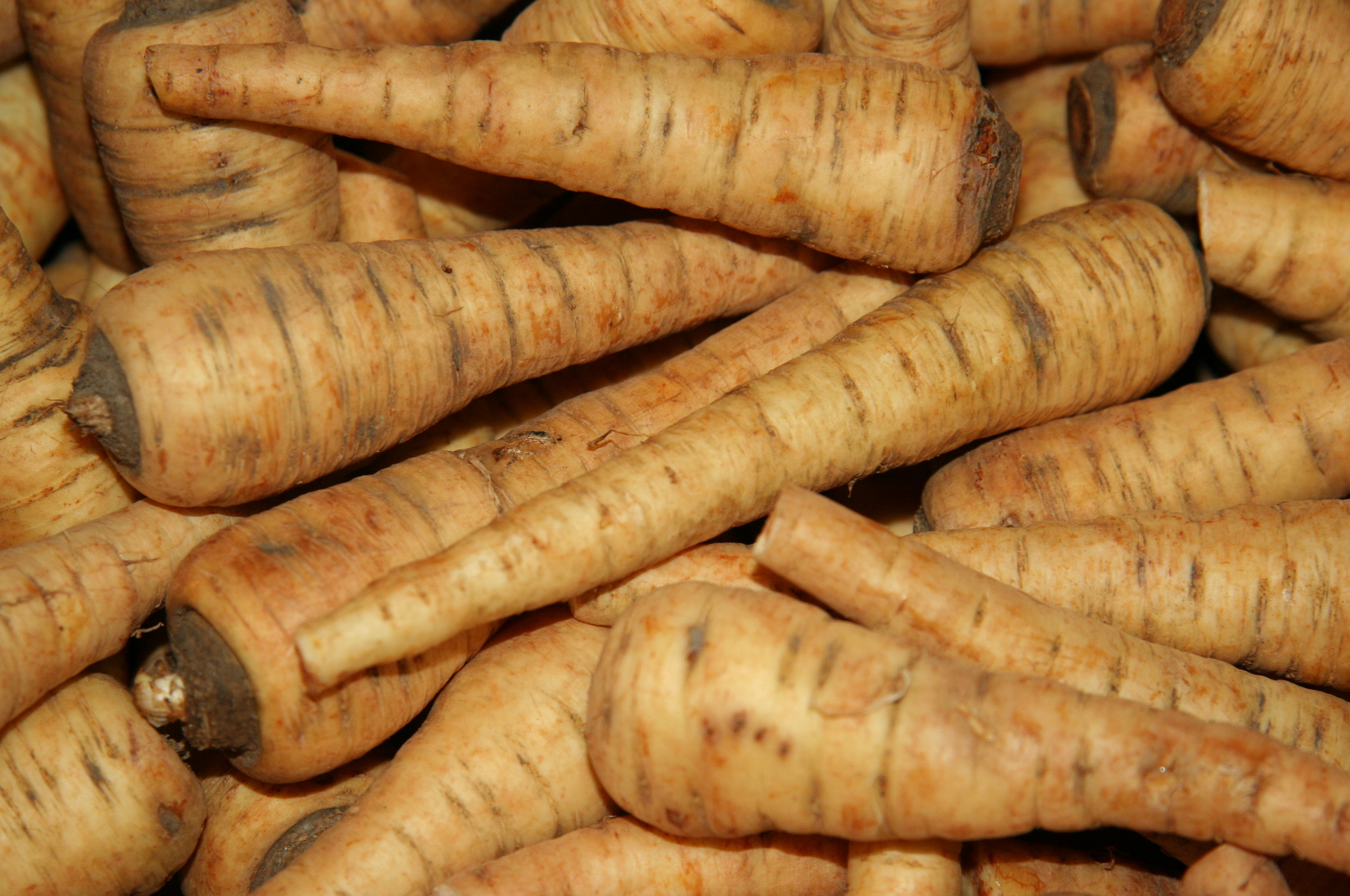

يحتوي كل 100 غرام من الجزر الأبيض على القيم الغذائية التالية:
| العنصر الغذائي | القيمة الغذائية | ملاحظات |
| -------------- | --------------- | ------- |
| ماء            | 79.53 غرام      |         |
| طاقة           | 75 سعرة حرارية  |         |
| بروتينات       | 1.2 غرام        |         |
| كربوهيدرات     | 17.99 غرام      |         |
| ألياف غذائية   | 4.9 غرام        |         |
| كالسيوم        | 36 مللغرام      |         |
| حديد           | 0.59 مللغرام    |         |
| مغنيسيوم       | 29 مللغرام      |         |
| بوتاسيوم       | 375 مللغرام     |         |
| فوسفور         | 71 مللغرام      |         |
| نحاس           | 0.12 مللغرام    |         |
| زنك            | 0.59 مللغرام    |         |
| فوليت          | 67 ميكروغرام    |         |
| فيتامين "ك"    | 22.5 ميكروغرام  |         |
| فيتامين "ج"    | 17 مللغرام      |         |

تتكون معظم أصناف الجزر الأبيض من حوالي 80% ماء، و5% سكر، و 1% بروتين، و0.3% دهون، و 5% الياف غذائية. كما أن الجزر الأبيض غني بالفيتامينات والمعادن، وبشكل خاص البوتاسيوم بنسبة 375 مجم لكل 100 جرام. كما يوجد العديد من فيتامينات المجموعة "ب"، ومستويات فيتامين "ج" تنخفض أثناء الطهي. ولأن معظم الفيتامينات والمعادن توجد بالقرب من القشرة، فسيتم فقدان الكثير منها ما لم يتم تقشير الجزر جيدًا أو طهيه بالكامل. وأثناء الطقس البارد يتحول جزء من النشا إلى سكر ويصبح مذاق الجزر أحلى.

## الزراعة

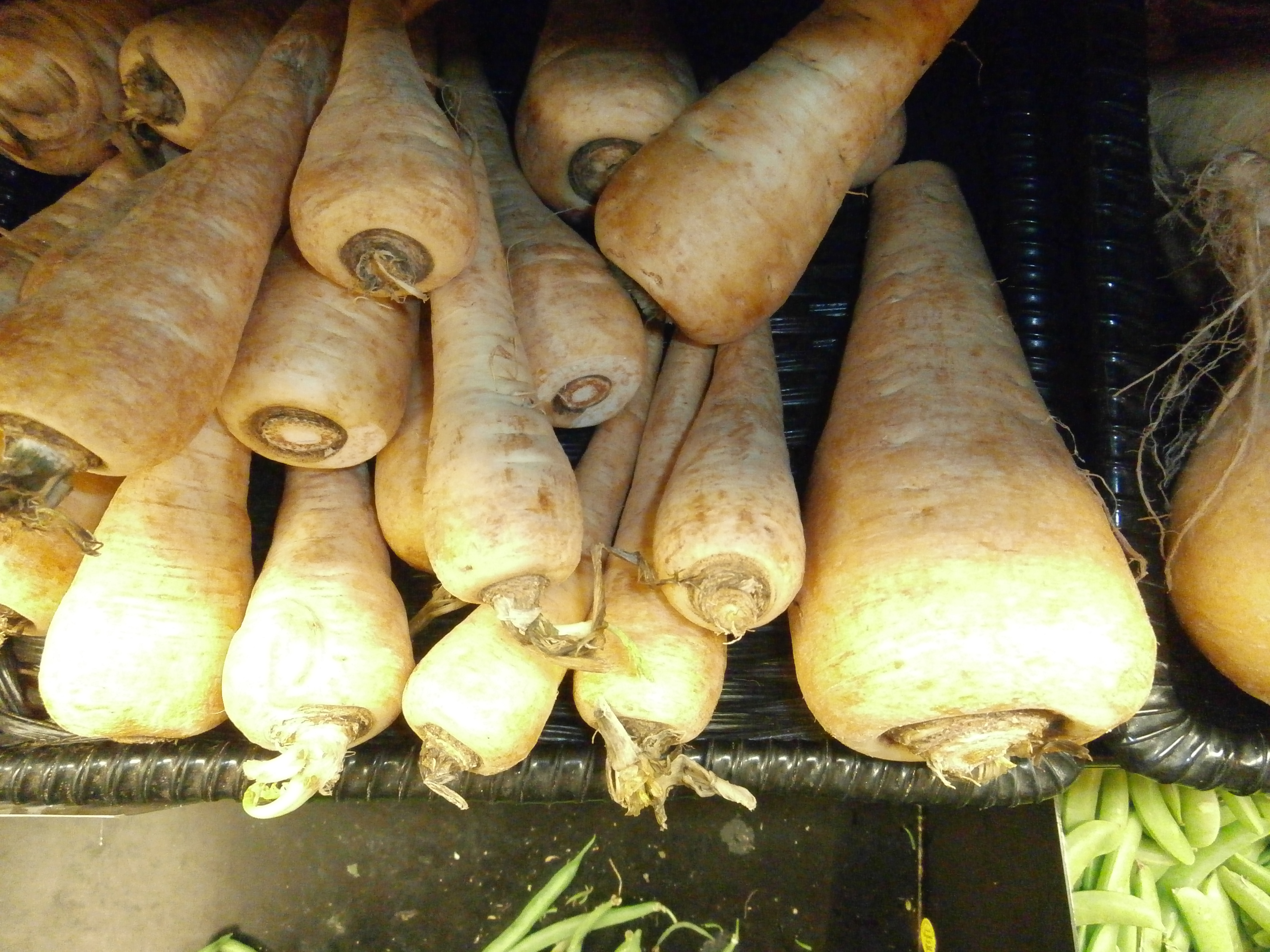

### التاريخ
تعد المصادر الأدبية الرومانية واليونانية هي المصدر الرئيس لاستخدام الجزر الأبيض في العصور القديمة، أما الأدلة المتعلقة بزراعة الجزر الأبيض في العصور القديمة لا تزال محدودة لحد ما، وذلك وفقًا لما لاحظه "زوهاري" و "هوبف"، واللذان يحذران من أن ثمة بعض الصعوبات في التمييز بين الجزر الأبيض والجزر (الذي كان في العصر الروماني أبيض أو أرجواني) حيث أن كلاهما كان يسمى في اللاتينية "باستيناكا" وعلى الرغم من ذلك فكل واحد منهما كان يخضع لشروط معينة في الزراعة في العصر الروماني.
تم جلب هذا النبات إلى أمريكا الشمالية من قبل المستعمرين الفرنسيين في كندا، وكذلك وفي الوقت ذاته من قبل البريطانيين في المستعمرات الثلاثة عشر؛ لاستخدامه كخضروات جذرية، ولكن الأمر اختلف مع حلول منتصف القرن التاسع عشر حيث تم استبداله بوصفه مصدرًا رئيسًا للنشا بالبطاطس، ولذلك انحصرت زراعته بشكل كبير في هذه المناطق.
في عام 1859م، تم تطوير صنف جديد من الجزر الأبيض، من خلال تجربة أجراها "جيمس بوكمان" في الكلية الزراعية الملكية بإنجلترا عن طريق تهجين النبات، وكانت هذه التجربة ناجحة جدًا، وأصبح الصنف الجديد هو الصنف الرئيس للزراعة في أواخر القرن التاسع عشر.

### الانتشار
الجزر الأبيض البري، الذي اشتقت منه الأصناف الحديثة المزروعة، ينمو في الأراضي العشبية الجافة، والأراضي البور، خاصة في التربة الطباشيرية والحجر الجيري. والجزر الأبيض عبارة عن نبات ثنائي الحول، ولكن يتم زراعته عادة على شكل نبات سنوي. يفضل زراعته في الأراضي الرملية والطينية عن الأراضي الصخرية، فزراعته في الأخيرة ينتج عنه جذور قصيرة متشعبة. تزرع بذور الجزر الأخضر عادة في أوائل الربيع، بعد تسوية الأرض جيدًا في أماكن الزرع، وعندما تنمو النباتات يتم تخفيفها، والتخلص من الأعشاب الضارة التي يمكن أن تنمو معها، ويبدأ الحصاد في أوائل الخريف بعد الصقيع الأول ويستمر حتى الشتاء، ويفضل تغطية صفوف النبات بالقش أثناء الطقس البارد من أجل رفع إنتاجية المحصول. يؤدي انخفاض درجات حرارة التربة إلى تحويل بعض النشويات الموجودة في الجذور إلى سكريات، مما يمنحها طعمًا أكثر حلاوة.

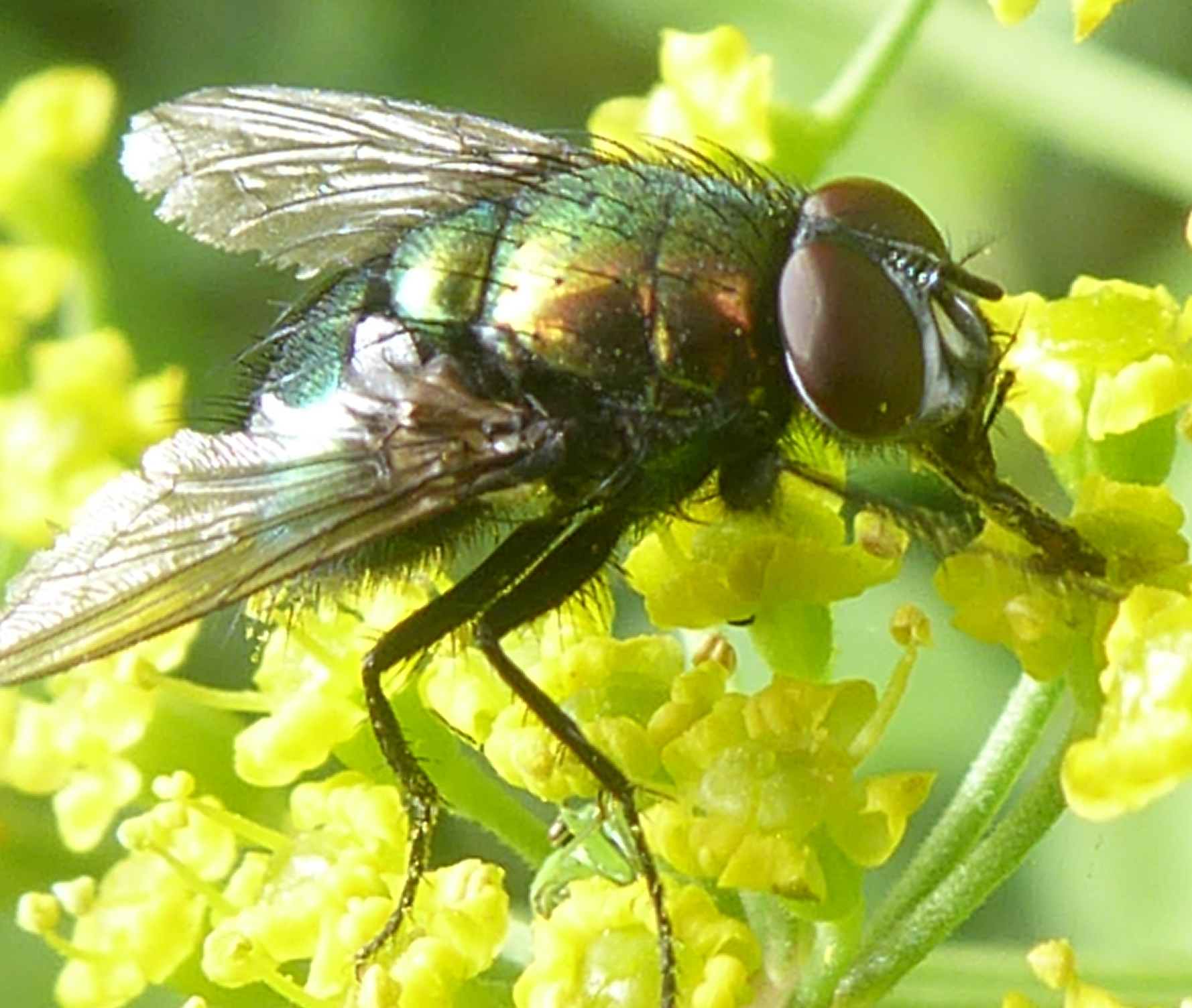

### المشكلات
تتمثل المشكلات الخاصة بزراعة الجزر الأبيض في ثقب أوراق الجزر في بعض الأحيان من خلال يرقات ذبابة الكرفس، كما يمكن رؤية ممرات غير منتظمة ذات لون بني شاحب بين الأسطح العلوية والسفلية للأوراق، مما يشكل خطورة على النبات، وخاصة النباتات الصغيرة حيث تذبل النباتات وتموت، ويمكن معالجة ذلك عن طريق إزالة الوريقات المصابة، أو إزالة النبتة بأكملها، كما يمكن استخدام المبيدات الكيميائية.
كما يمكن مهاجمة المحصول عن طريق يرقات ذبابة الجزر والتي تتغذى على الطبقات الخارجية للجزر، وتقوم بحفر طريقها إلى الداخل في وقت لاحق من موسم الزراعة. رائحة الأنسجة المصابة بالكدمات في النبات تكون عامل جذب للذبابة. وتعتبر تقرحات الجزر الأبيض مرضًا خطيرًا على المحصول، حيث تظهر بقع سوداء أو برتقالية بنية حول تاج الجذر مصحوبة بتشقق وتصلب اللحم، ومن المرجح أن ذلك يحدث عندما يتم زرع البذور في تربة باردة ورطبة، أو عندما يكون الأس الهيدروجيني للتربة منخفضًا جدًا، أو عند تضرر الجذور بالفعل بواسطة يرقات ذبابة الجزر.

## الاستخدامات

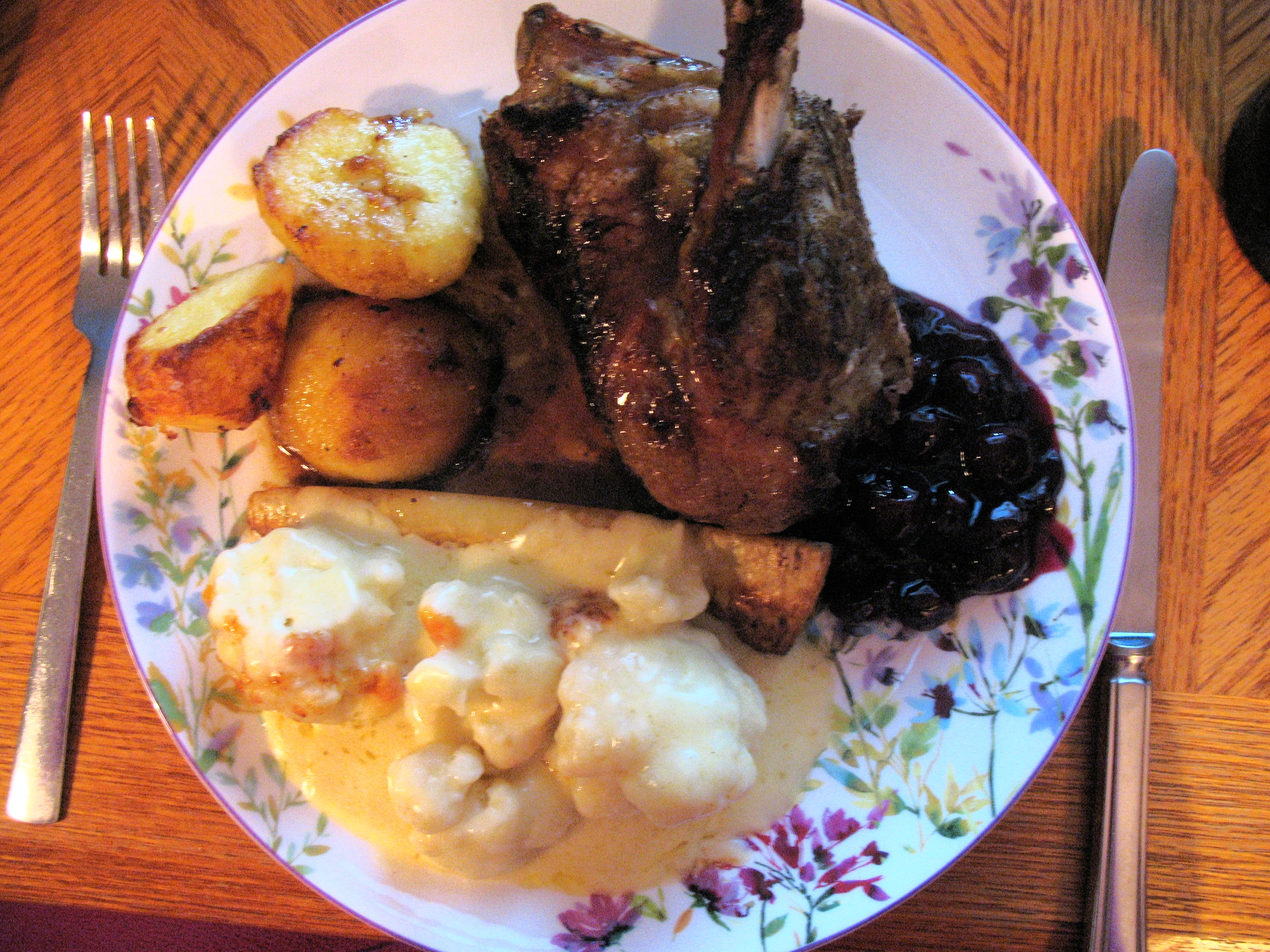

يمكن استخدام الجزر الأبيض بطرق مماثلة لاستخدام الجزر، إلا أنه يتمتع بطعم أكثر حلاوة عند طهيه، وثمار الجزر الأبيض يمكن طبخها، سلقها، هرسها، تحميصها، قليها، شويها، وطهيها على البخار. وفي بعض الحالات يتم سلق الجزر الأبيض وإزالة الأجزاء الصلبة منه، والذي يجعله أكثر نكهة من استخدم الثمرة بكاملها. الجزر الأبيض المشوي يعد طبقًا رئيسًا من عشاء عيد الميلاد في بعض أجزاء العالم الناطقة باللغة الإنجليزية، كما أنه غالبًا ما يظهر في الشواء التقليدي يوم الأحد. يمكن أيضًا قلي الجزر الأبيض من خلال تقطيعه إلى شرائح رفيعة وتحويله إلى رقائق البطاطس، كما يمكن تحويل الجزر الأبيض إلى نبيذ طعمه يماثل مذاق نبيذ ماديرا.
في العصر الروماني كان يعتقد أن الجزر الأبيض منشطًا جنسيًا، ومع ذلك لا يستخدم الجزر الأبيض في الطبخ الإيطالي، وإنما يتم استخدامه لإطعام الخنازير.

## فوائد الجزر الأبيض الصحية
تناول الجزر الأبيض له فوائد صحية محتملة، فهو يحتوي على مضادات الأكسدة مثل الفاركارينول، والتي قد يكون لها خصائص مضادة للسرطان ومضادة للالتهابات والفطريات، كما أن الألياف الغذائية الموجودة في الجزر الأبيض وهي من النوع القابل للذوبان، وهو يحتوي على الهيميسليلوز، والسليولوز، والليجنين. وقد يساعد محتوى الألياف العالي في الجزر الأبيض على منع الإمساك وخفض مستويات الكوليسترول في الدم. ويمكن عرض هذه الفوائد بنوع من التفصيل على النحو التالي:
- فقدان الوزن الزائد، قد يساعد تناول الجزر الأبيض ضمن حمية غذائية صحية على فقدان الوزن الزائد، وذلك لتضمنه كميات قليلة جدًا من السعرات الحرارية، كما أنه غني بالألياف الغذائية القابلة للذوبان، والتي قد تساعد في منع إنتاج هرمون الجوع في الجسم وتعزيز الشعور بالشبع. وقد أجري مركز أبحاث التغذية البشرية للشيخوخة ببوسطن دراسة عام 2001م حول تأثير تناول الألياف الغذائية على إنقاص الوزن، ووجد أن تناول 14 غرام من الألياف الغذائية يوميًا يؤدي إلى خفض السعرات الحرارية اليومية بمقدار 10% وفقدان ما يقرب من 2 كيلو غرامات خلال أربعة أشهر.[10]
- تحسين صحة العيون، بسبب تضمن الجزر الأبيض لكمية كبيرة من فيتامين "ج" ، فتناوله بشكل منتظم يساعد على تعزيز وتحسين صحة العيون، كما يعمل على خفض فرص إصابة العين ببعض الأمراض والمشكلات الصحية المصاحبة لتقدم العمر، مثل مرض التنكس البقعي. حيث أظهرت إحدى الدراسات وجود علاقة بين نقص مستويات بعض العناصر الغذائية والتي منها فيتامين "ج"، وبين الإصابة بمرض التنكس البقعي المرتبط بالتقدم في السن.
- تقوية العظام، يحتوى الجزر الأبيض على كميات جيدة من معدنين مهمين لصحة العظام، وهما الكالسيوم والمغنيسيوم، لذا فتناول الجزر الأبيض يساعد على تحفيز نمو الأنسجة العظمية بطريقة صحية وسليمة، كما أنه يعمل على تقوية الأسنان والعظام، ووجود المغنيسيوم بجانب الكالسيوم في الجزر يعمل على تعزيز امتصاص الكالسيوم الموجود في الجزر الأبيض أثناء عملية الهضم، الأمر الذي ينعكس بالإيجاب على صحة العظام.
- الوقاية من التشوهات الخلقية، فهناك احتمال كبير أن للجزر قدرة على خفض فرص ولادة طفل مصاب بتشوهات خلقية، وربما يعود ذلك لتضمنه نسبة جيدة من عنصر الفوليت، والذي يلعب دورًا مهمًا في الوقاية من بعض التشوهات والعيوب الخلقية.
- تحسين صحة القلب والشرايين، من الممكن أن يساعد تناول الجزر الأبيض على صحة الجهاز الدوري بشكل عام، لأنه يحتوي على مجموعة متنوعة من العناصر الغذائية تسهم في تحسين صحة القلب والأوعية الدموية، فهو يحتوي على البوتاسيوم الذي يساعد على خفض مستويات ضغط الدم المرتفع، ويحتوي على الفوليت الذي يقلل من فرص الإصابة ببعض أمراض القلب، ويحتوى الجزر أيضًا على الألياف الغذائية التي تساعد على خفض مستويات الكولسترول.
- تحسين وتسهيل عملية الهضم، فتضمن الجزر الأبيض لنسبة عالية من الألياف الغذائية يساعد على دعم الهضم الصحي، ومقاومة بعض الاضطرابات الهضمية مثل الإمساك، كما أنه يقلل من خفض فرص الإصابة ببعض أمراض الجهاز الهضمي، فقد أظهرت دراسة أجرتها جامعة كنتاكي بالولايات المتحدة الأمريكية عام 2009م، أن تناول الألياف الغذائية يساعد في بعض الاضطرابات والأمراض المتعلقة بالجهاز الهضمي، مثل مرض الارتجاع المريئي، والتهاب الرتج، والبواسير، والقرحات المعوية.[10]
- فوائد أخري، ومنها تسريع شفاء الجروح والتئامها لتضمنه لفيتامين "ج" الذي يعمل على تحفيز إنتاج الكولاجين في الجلد، خفض فرص الإصابة ببعض أنواع مرض السرطان مثل سرطان الثدي فقد أجرت جامعة جنوب الدنمارك دراسة عام 2011م، خلصت إلى أن تناول الجزر الأبيض يمد الجسم بالبولي اسيتالين، والذي لد دور مضاد للإصابة بأنواع من السرطانات.[10] مقاومة وعلاج بعض أنواع فقر الدم، تقوية جهاز المناعة وزيادة قدرته على محاربة الأمراض، تحسين صحة الجهاز العصبي وخفض فرص الإصابة بالزهايمر، تنظيم مستويات سكر الدم، تحسين الصحة الفموية وخفض فرص الإصابة ببعض المشكلات الصحية في الفم مثل التهاب اللسان، وألم الأسنان، وروائح الفم الكريهة.

## الآثار السلبية الصحية للجزر الأبيض

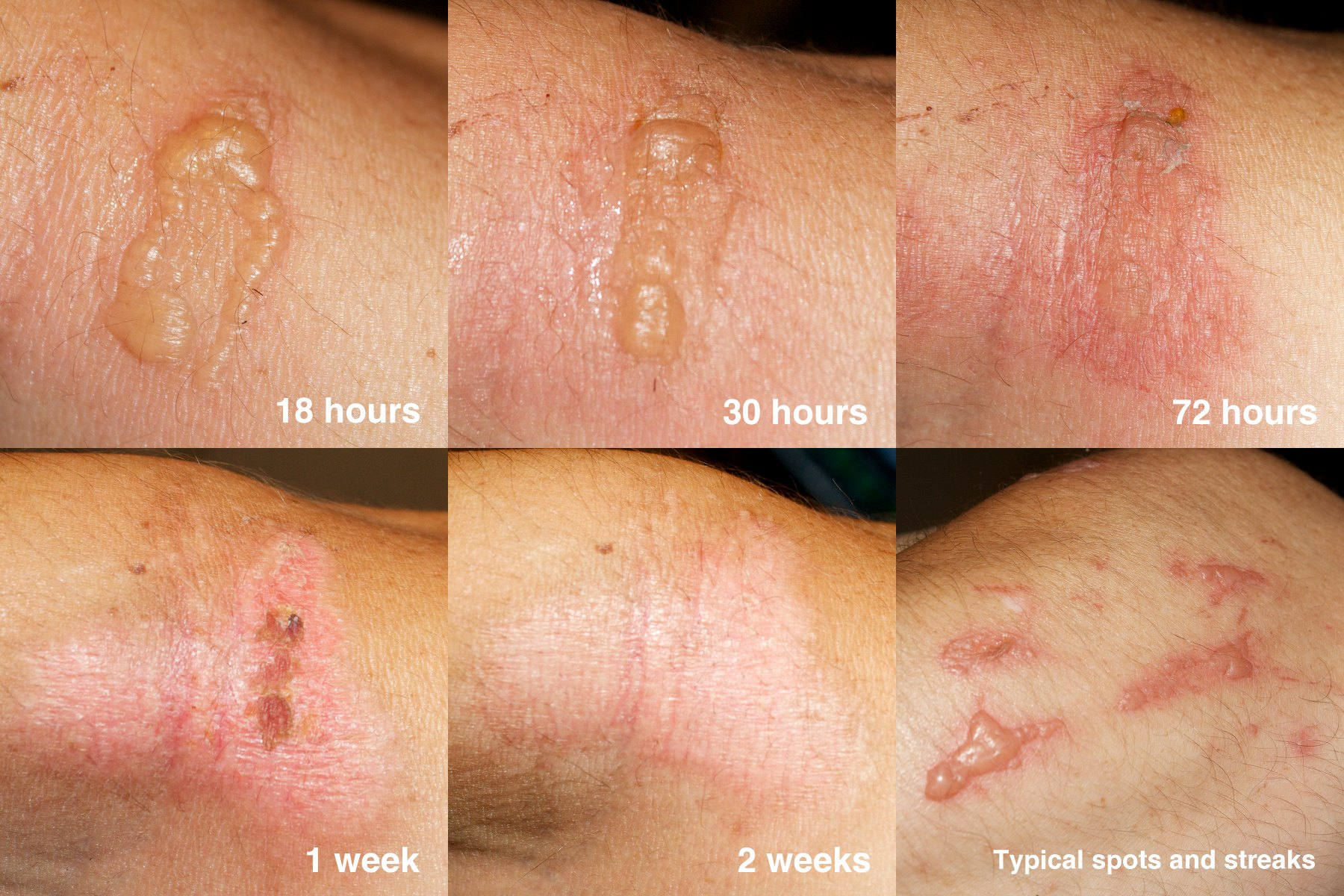

يجب التعامل مع براعم وأوراق الجزر الأبيض بعناية، حيث تحتوي عصارته على الفورانوكومارين، وهي مواد كيميائية سامة وتسبب ظهور بثور على الجلد عند التعرض لأشعة الشمس، والتي تعرف باسم التهاب الجلد الضوئي النباتي. وتتمثل أعراضه في الاحمرار والحرقان والبثور، ويمكن أن تظل المناطق المصابة من الجلد حساسة ومتغيرة اللون لمدة تصل إلى عامين. وتم الإبلاغ عن تقارير توضح معاناة البستانيين من أعراض سامة بعد ملامسة أوراق النبات، وهي حالات تبدو قليلة بالنسبة لعدد الذين يزرعون المحصول ويتعاملون معه، هذا ويمكن تقليل المخاطر المحتملة عن طريق ارتداء السراويل والأكمام الطويلة، وتجنب أشعة الشمس بعد أى تعرض مشتبه به. كما أن العيون إذا تعرضت للنسغ تصاب بالعمى. وتؤثر الأعراض السامة للجزر الأبيض على الماشية والدواجن في أجزاء من أجسادهم حيث يكون جلدهم مكشوفًا، ويمكن تلخيص الأضرار الصحية التي يخلفها الجزر الأبيض في الآتي:
- الحساسية، فقد يحفز الجذر الأبيض الإصابة برد فعل تحسسي لدى البعض، فتظهر على المصاب اعراض مثل الطفح الجلدي، والشعور بحرقة في الفم والحلق.
- التسمم، فأوراق الجزر الأبيض تحتوي على مواد قد تسبب فقاعات وتقرجات في الجلد عند الاحتكاك بها، لذا يفضل التخلص منها على الفور وتجنب ملامستها، كما يفضل تجنب تناول واستخدام الأنواع البرية من الجزر الأبيض، فهذا النوع من الجزر قد يكون سامًا.

## الجزر الأبيض في الثقافة
حظي الجزر الأبيض بتقدير كبير في روما، حتى أن الامبراطور تيبيريوس وافق أن يكون جزء من الجزية التي تدفعها ألمانيا لروما على هيئة جزر أبيض. وفي أوربا كان الجزر الأبيض يستخدم بوصفه مصدرًا للسكريات قبل توفر سكر القصب وسكر البنجر. كما أن الجزر الأبيض يظهر في القائمة الطويلة للأطعمة التي يستمتع بها سكان ميلانو، والتي قدمها بونفيسين دي لا ريفا في كتابه عجائب ميلانو 1288م.

## معرض الصور

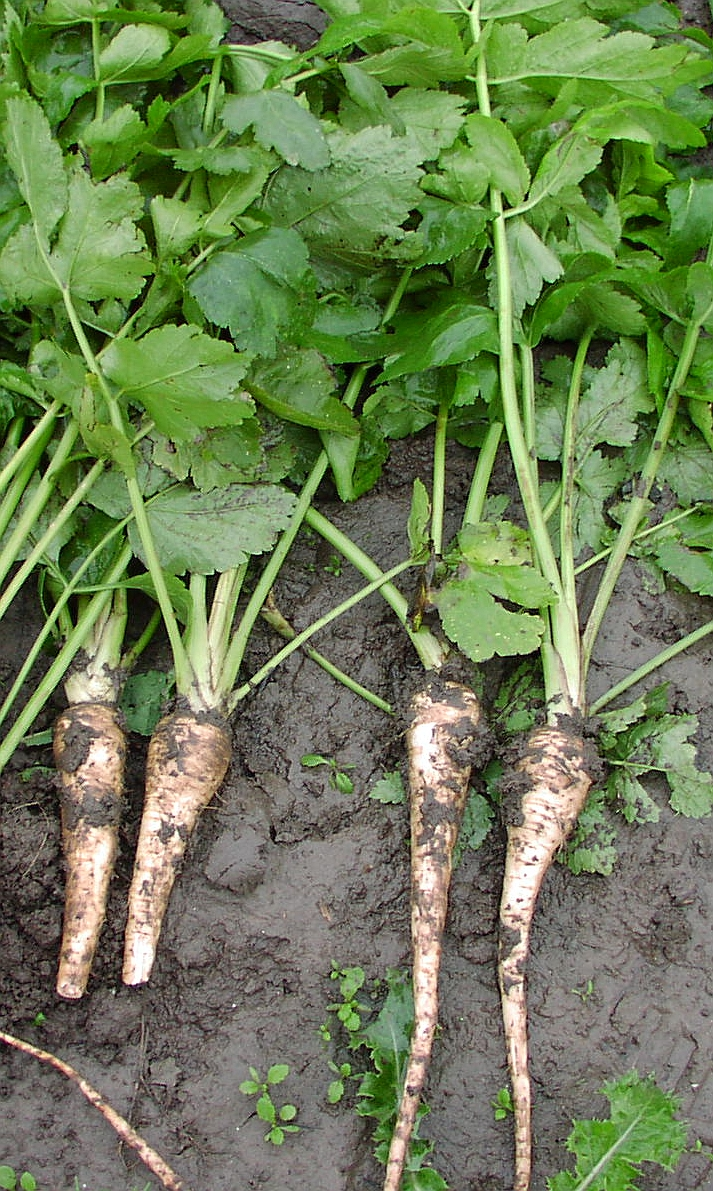
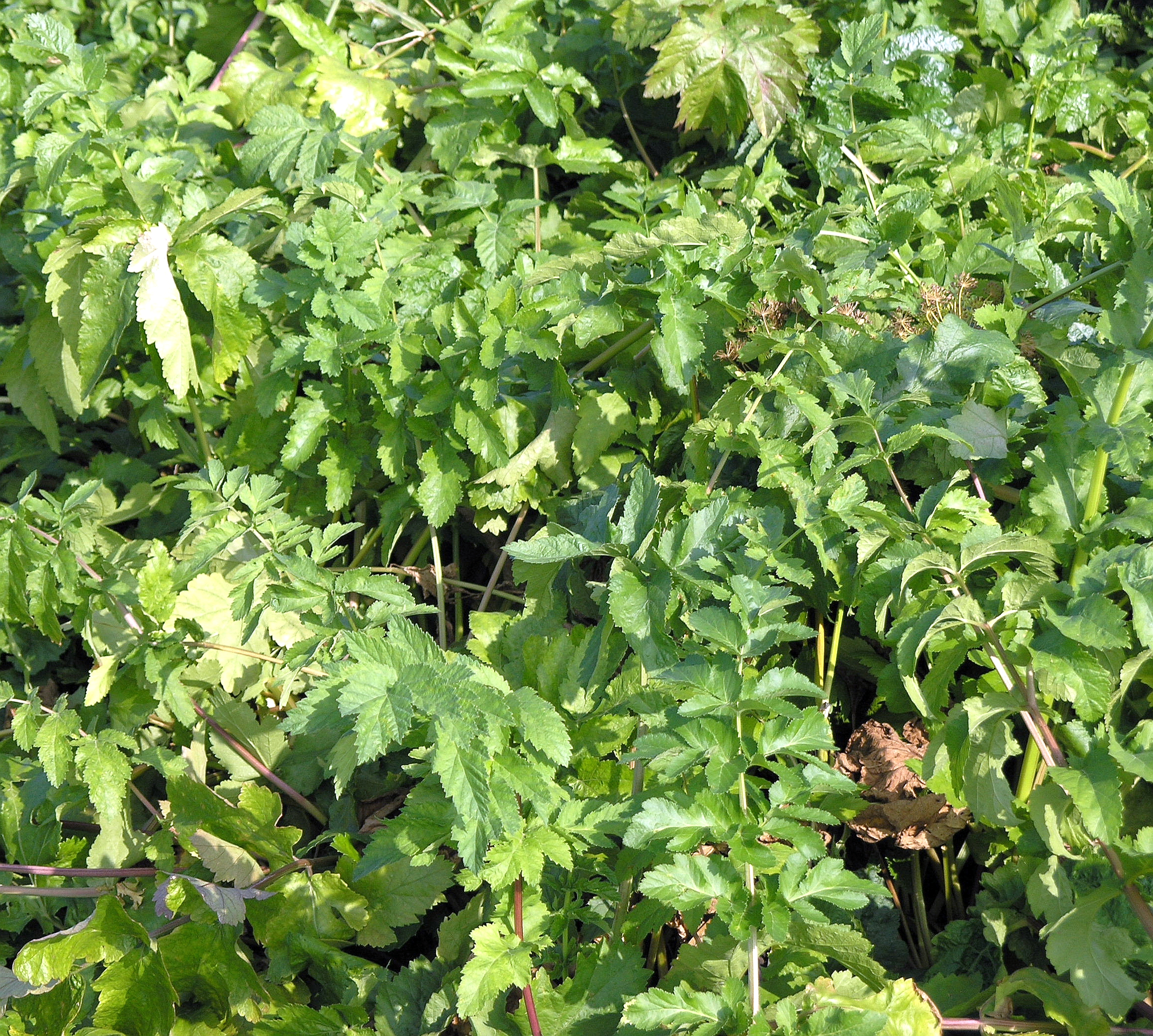
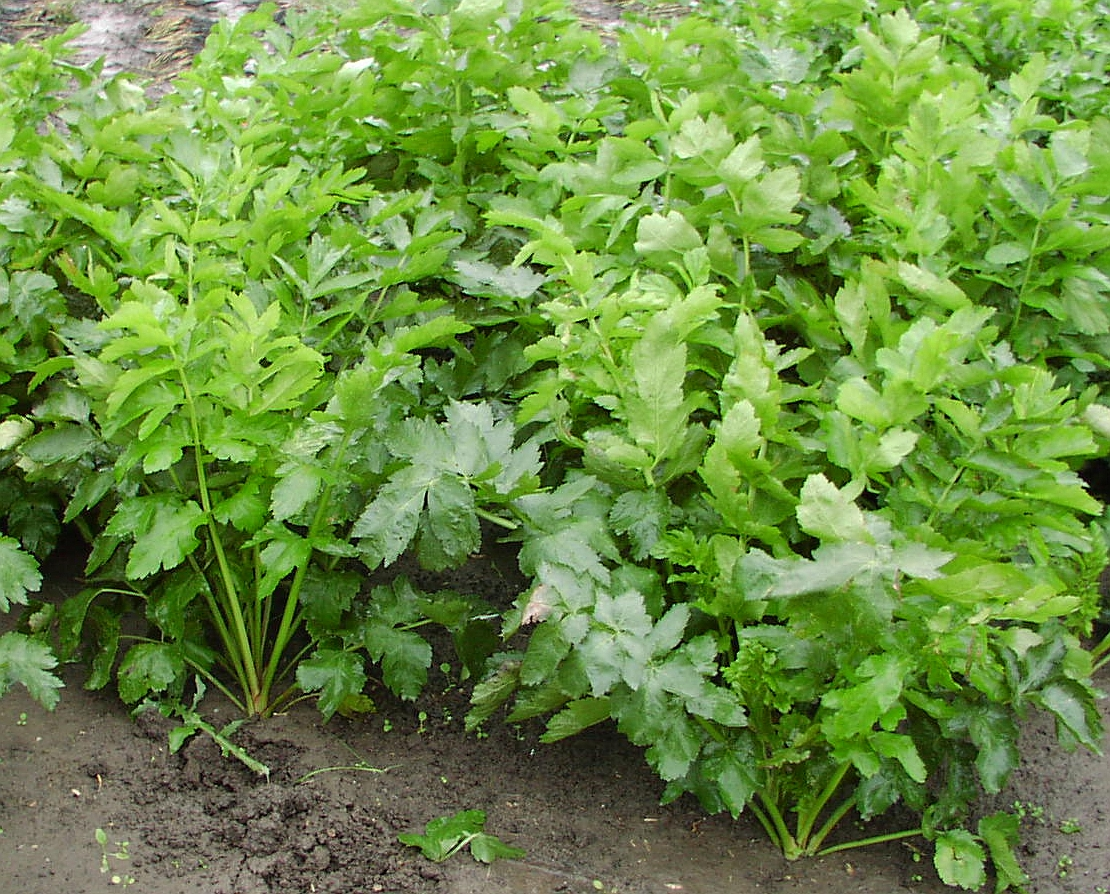
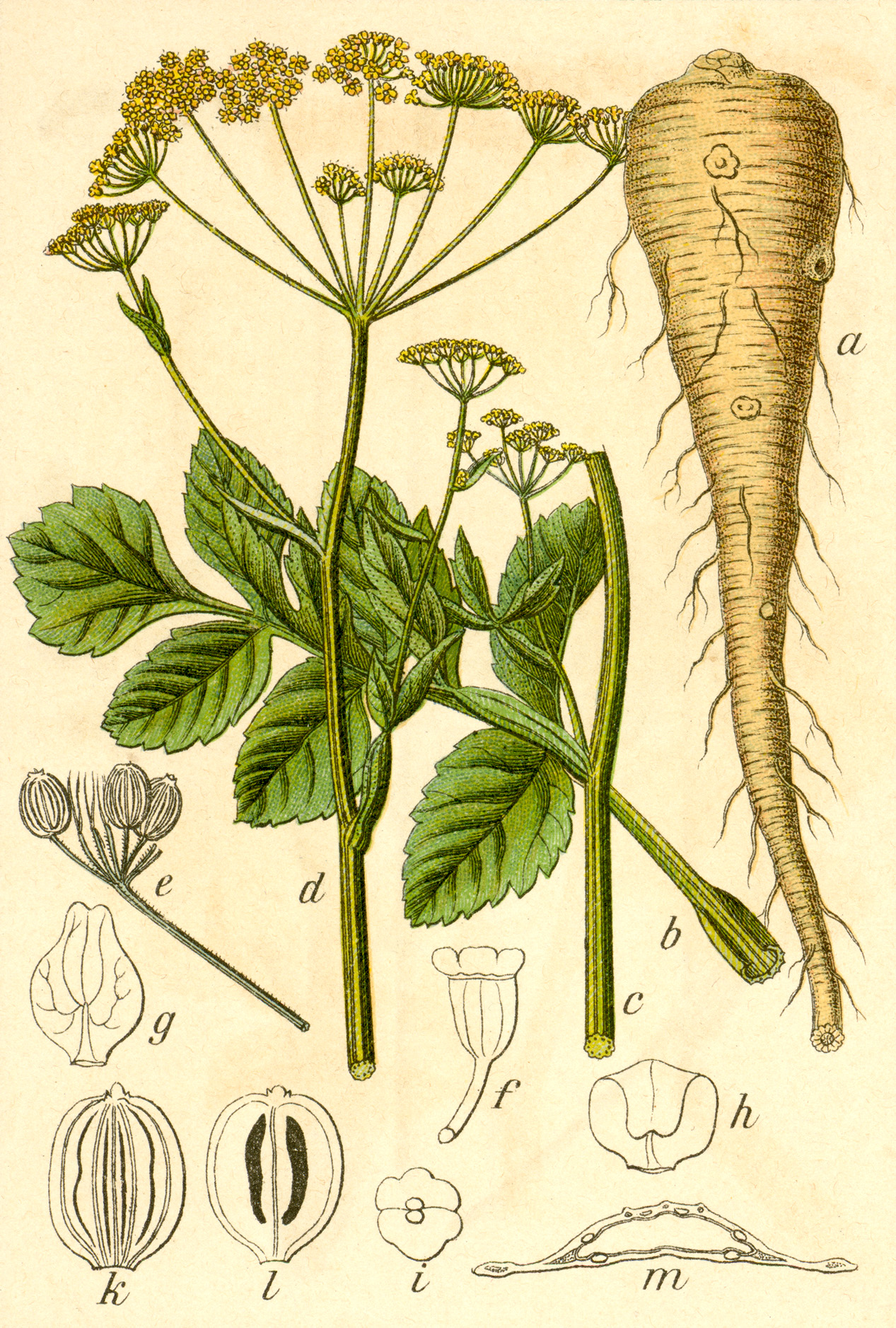
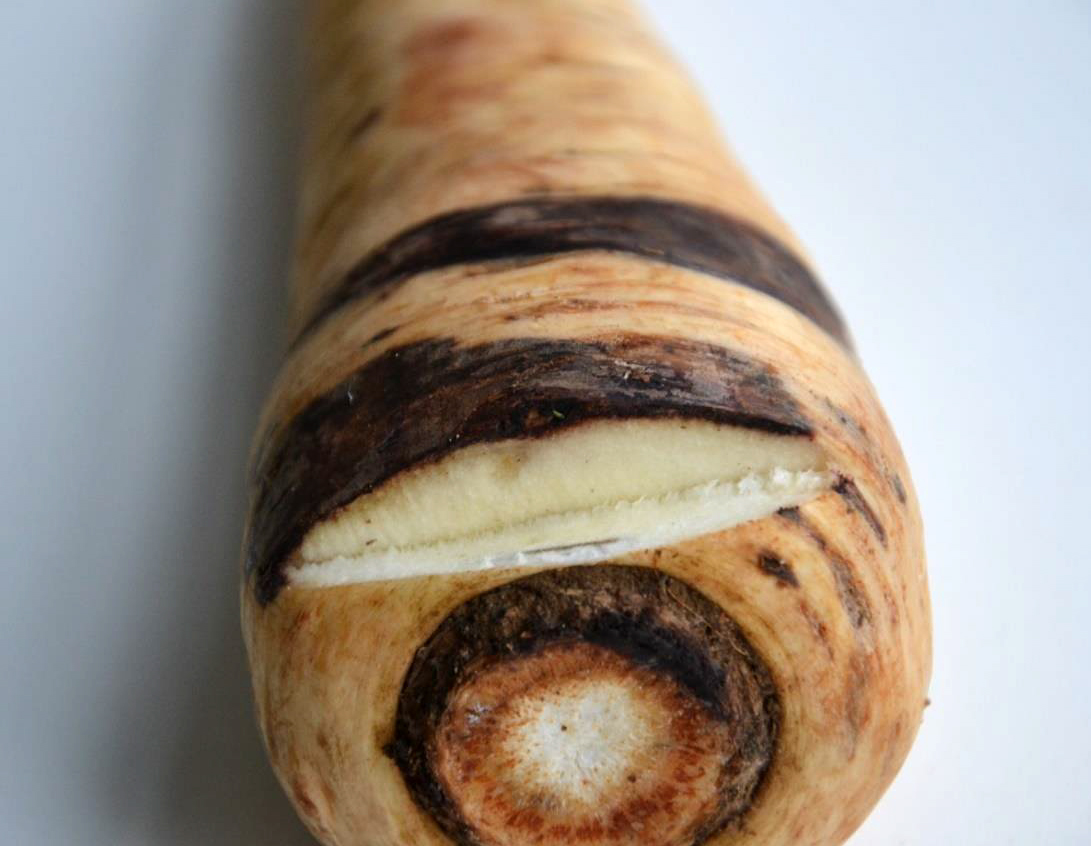
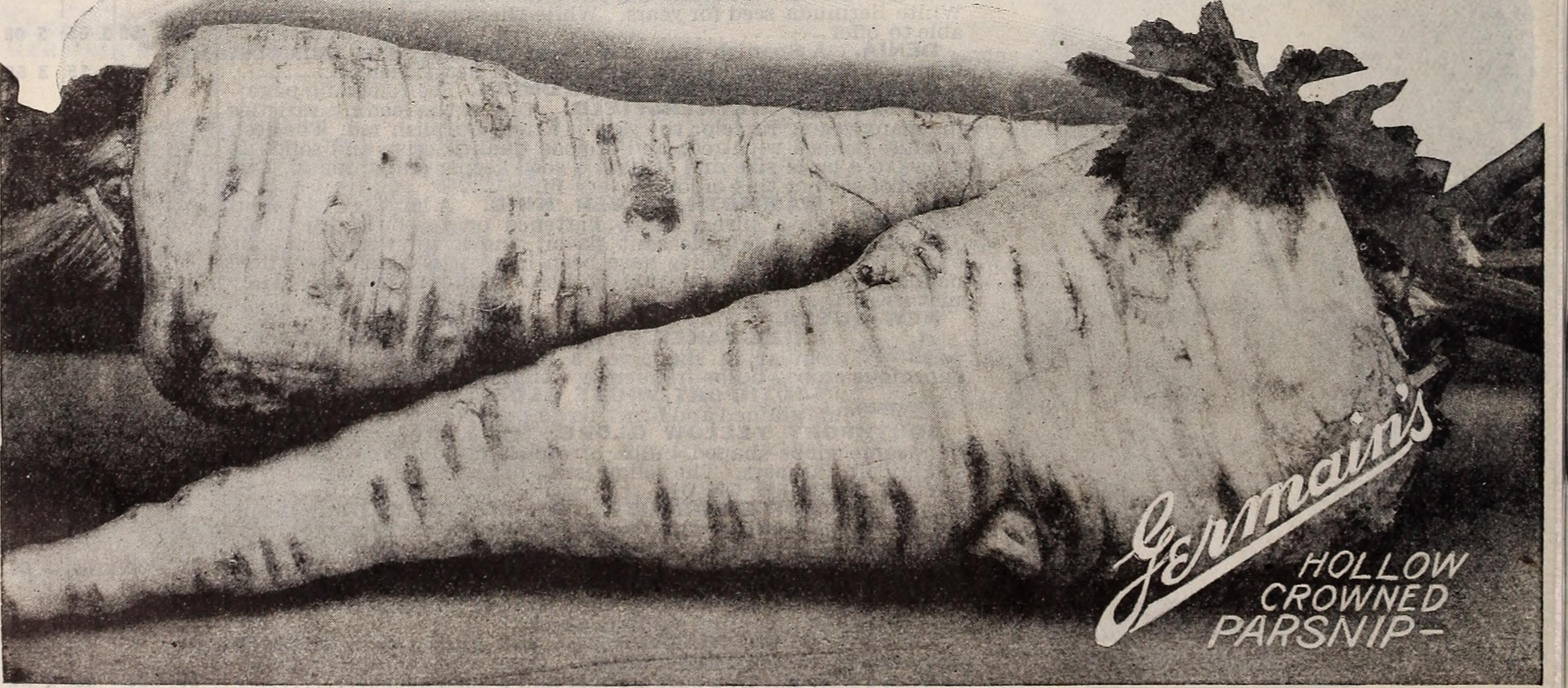
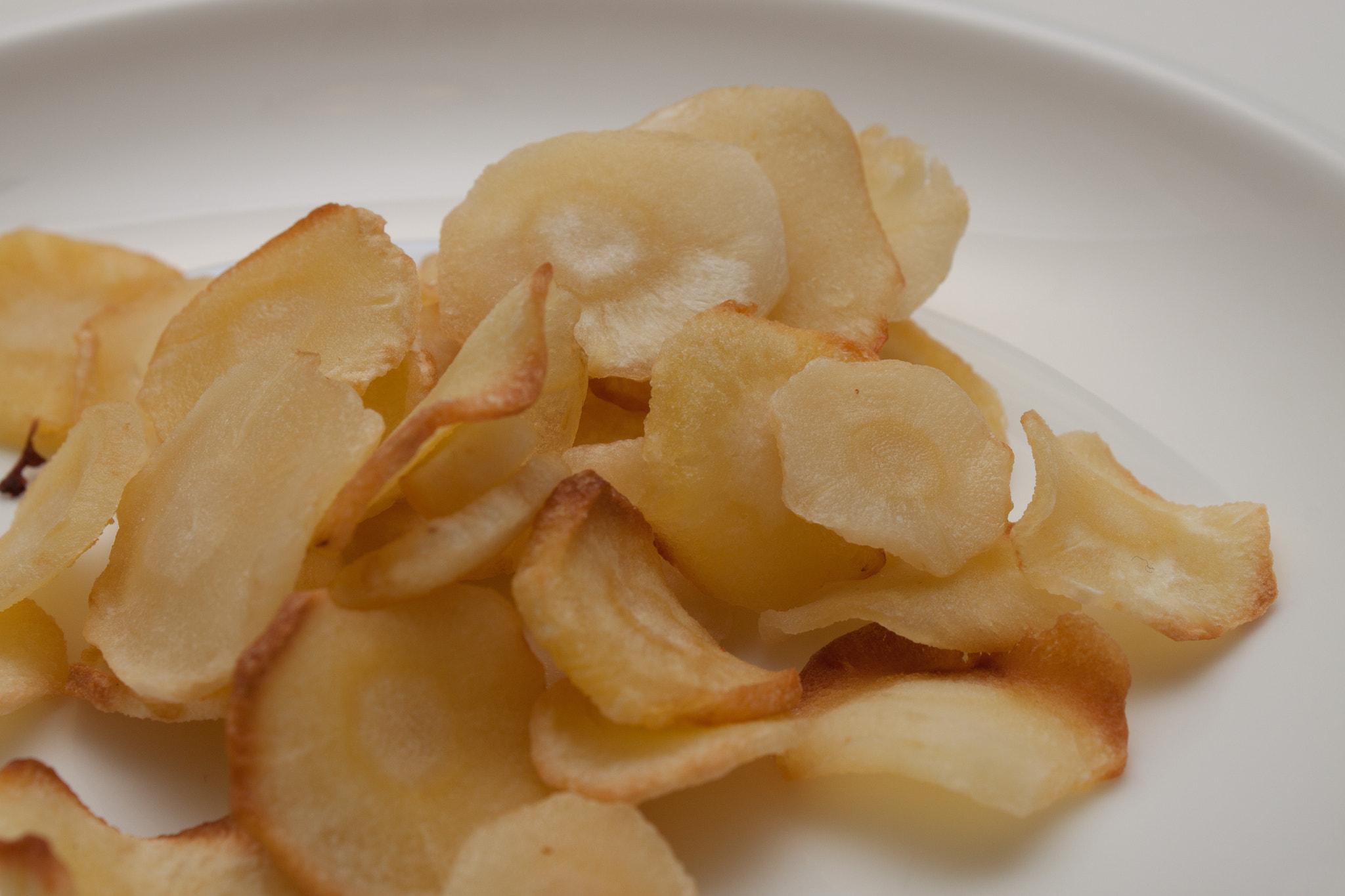
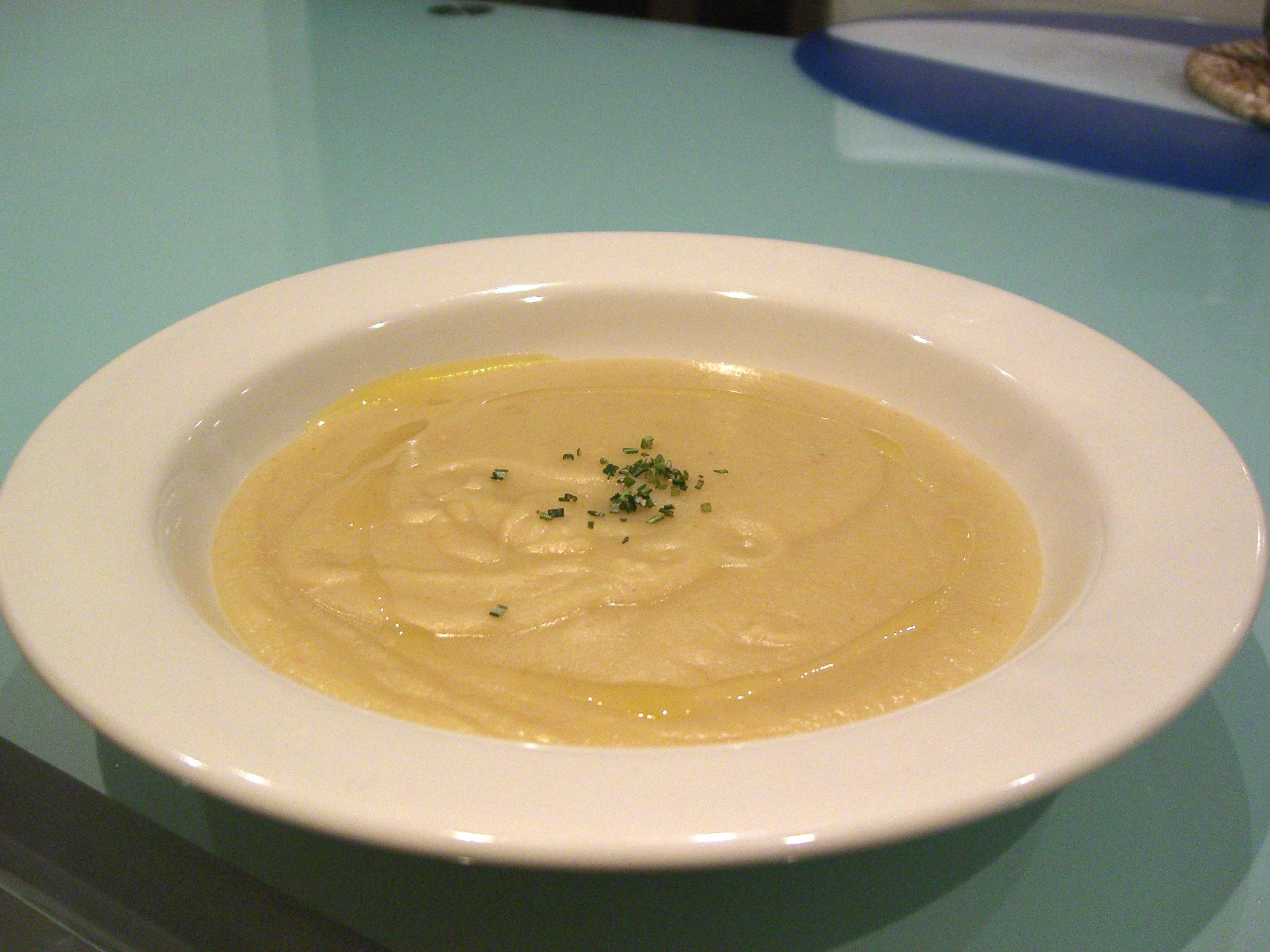
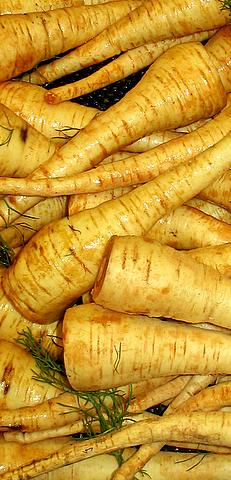
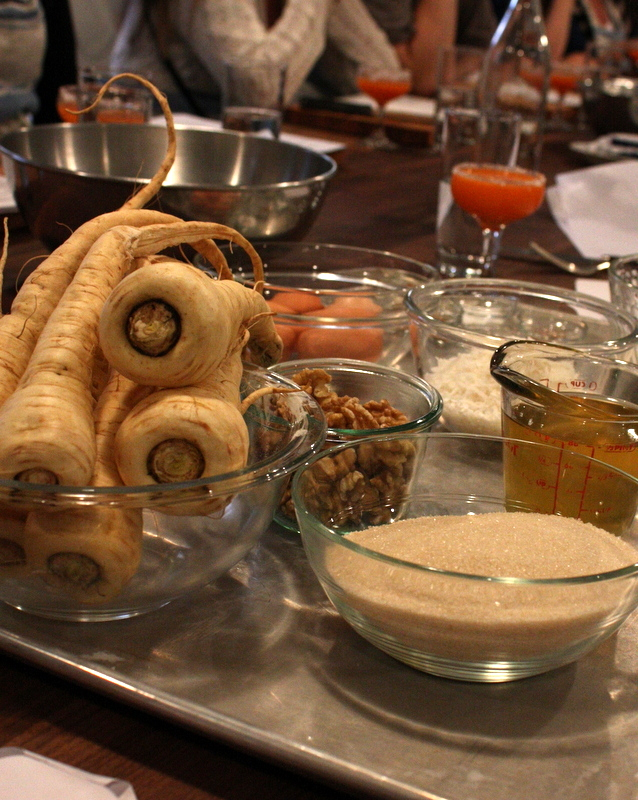
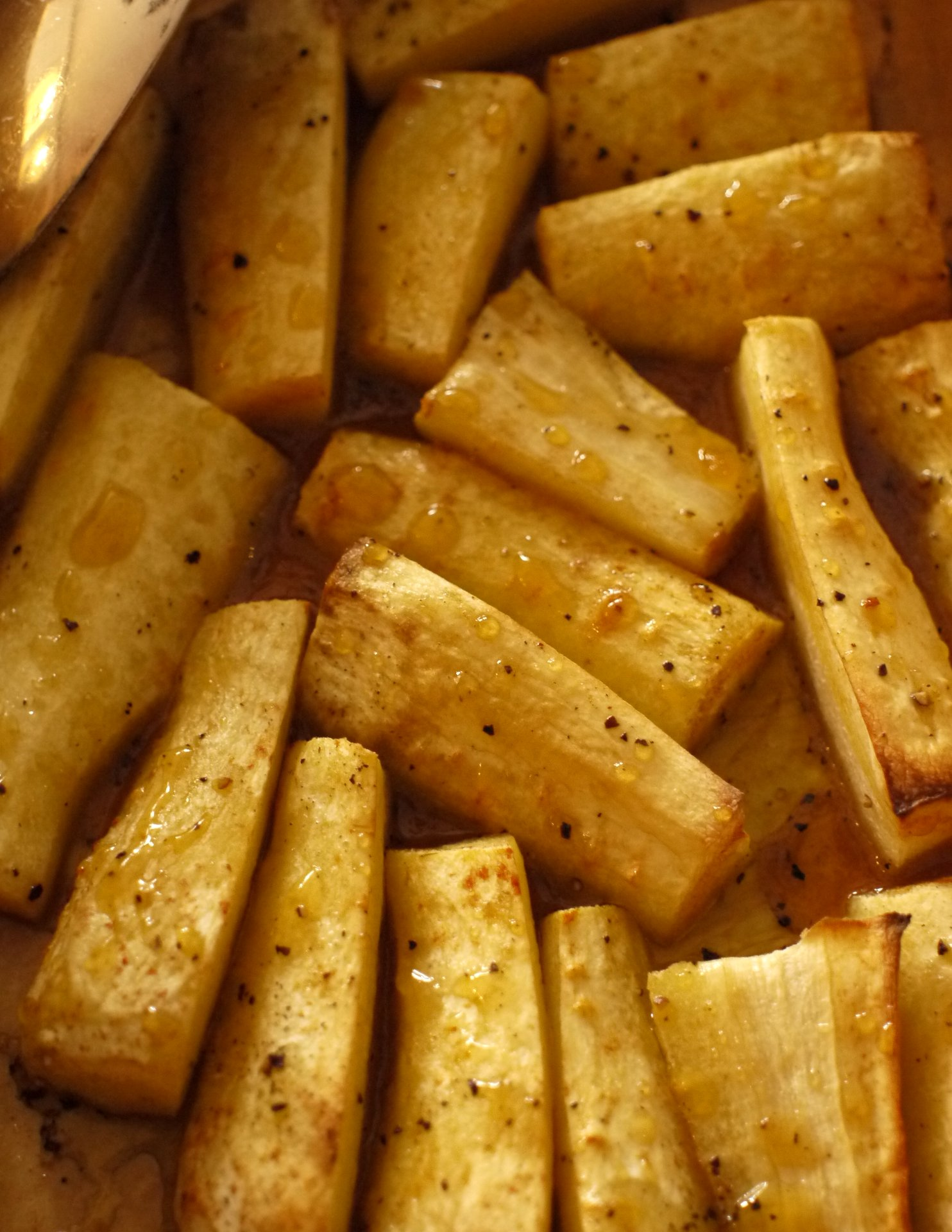
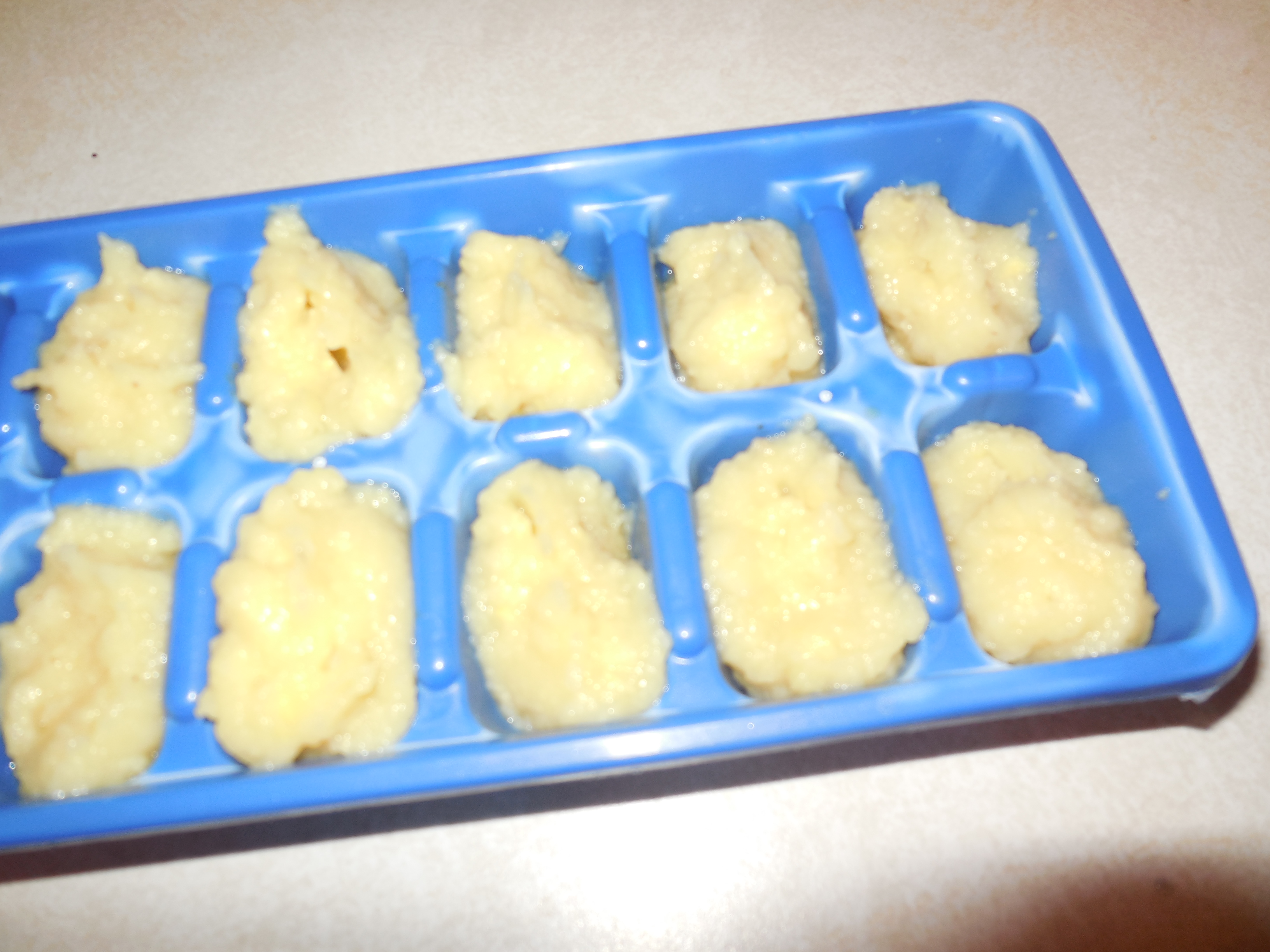
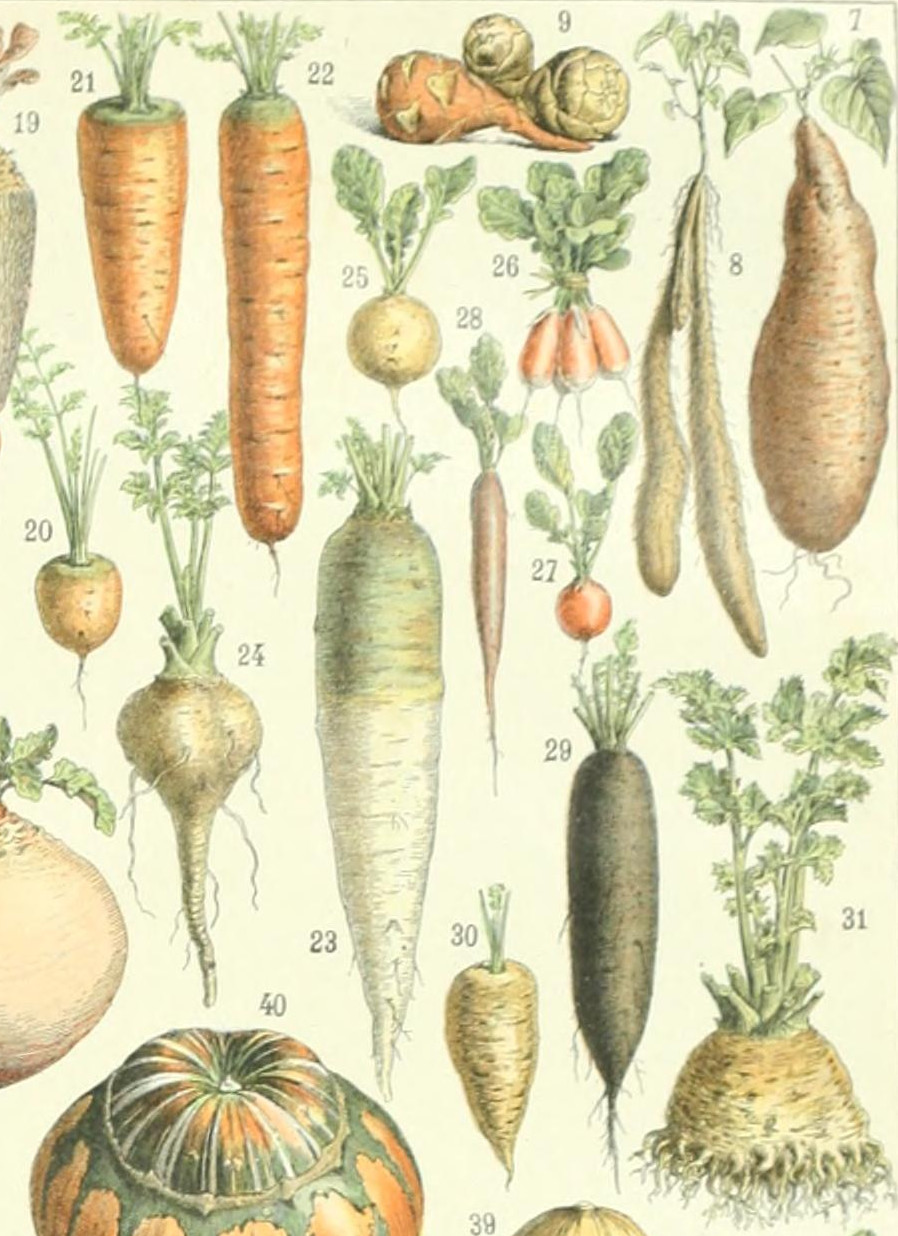
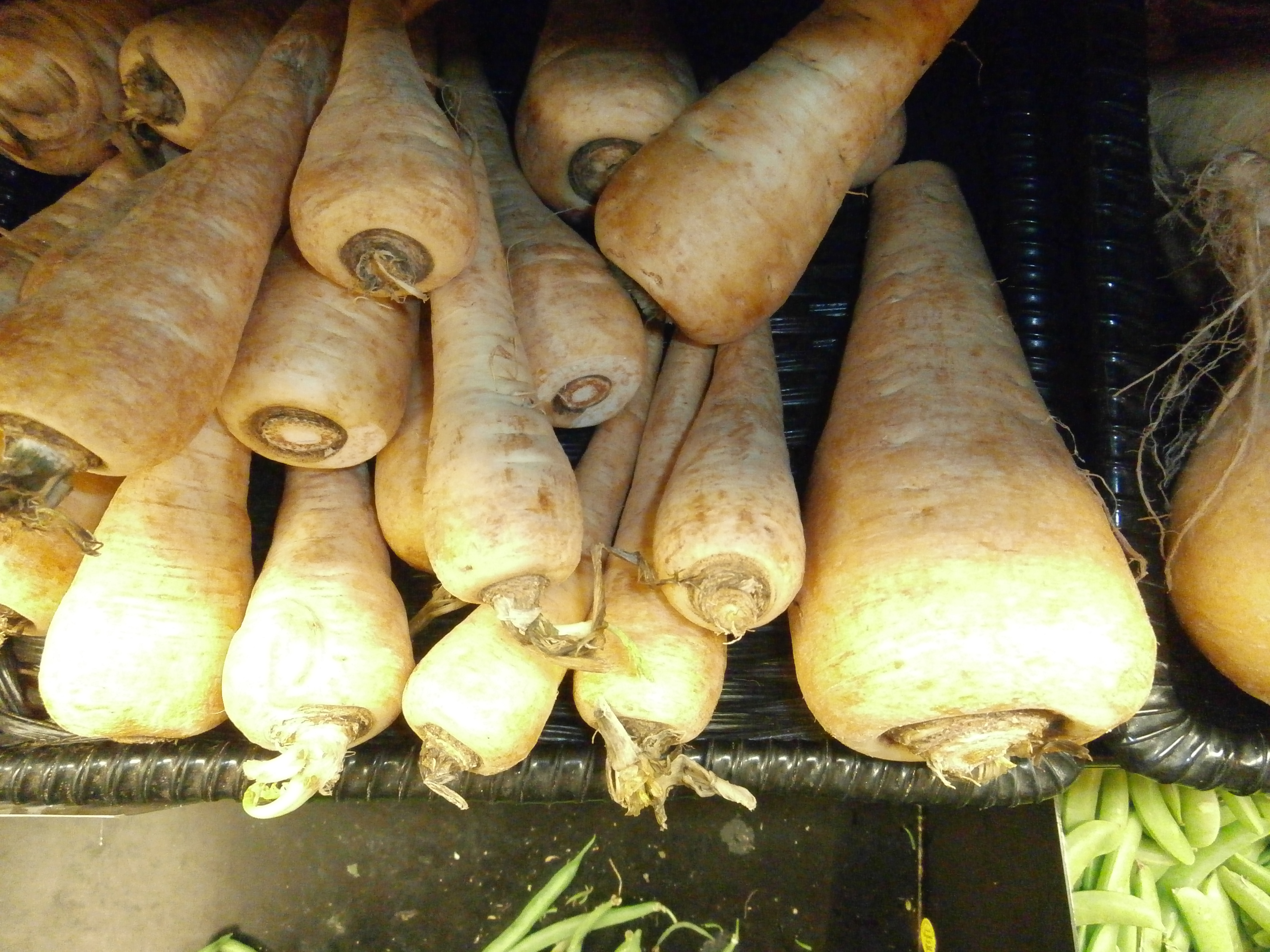
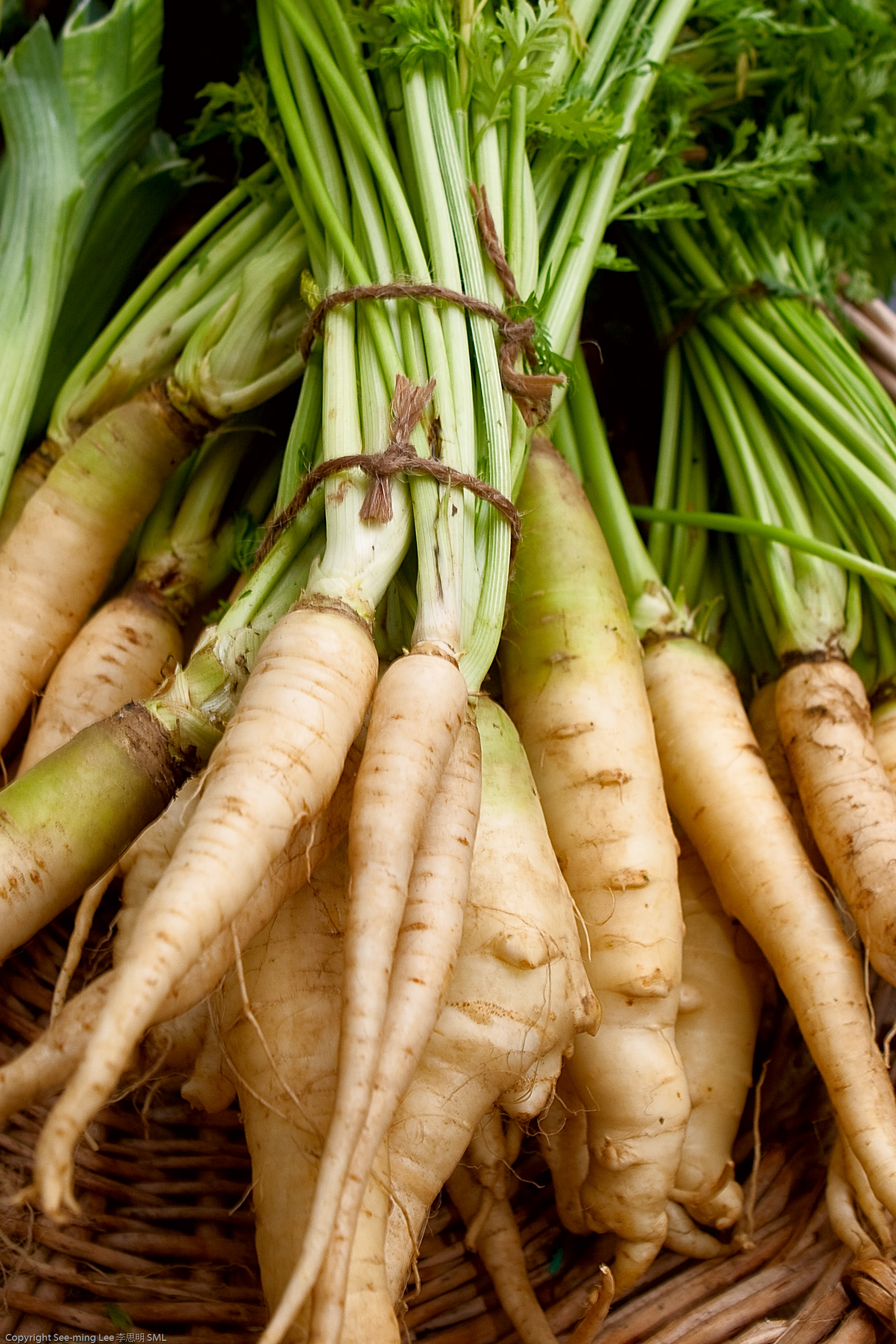
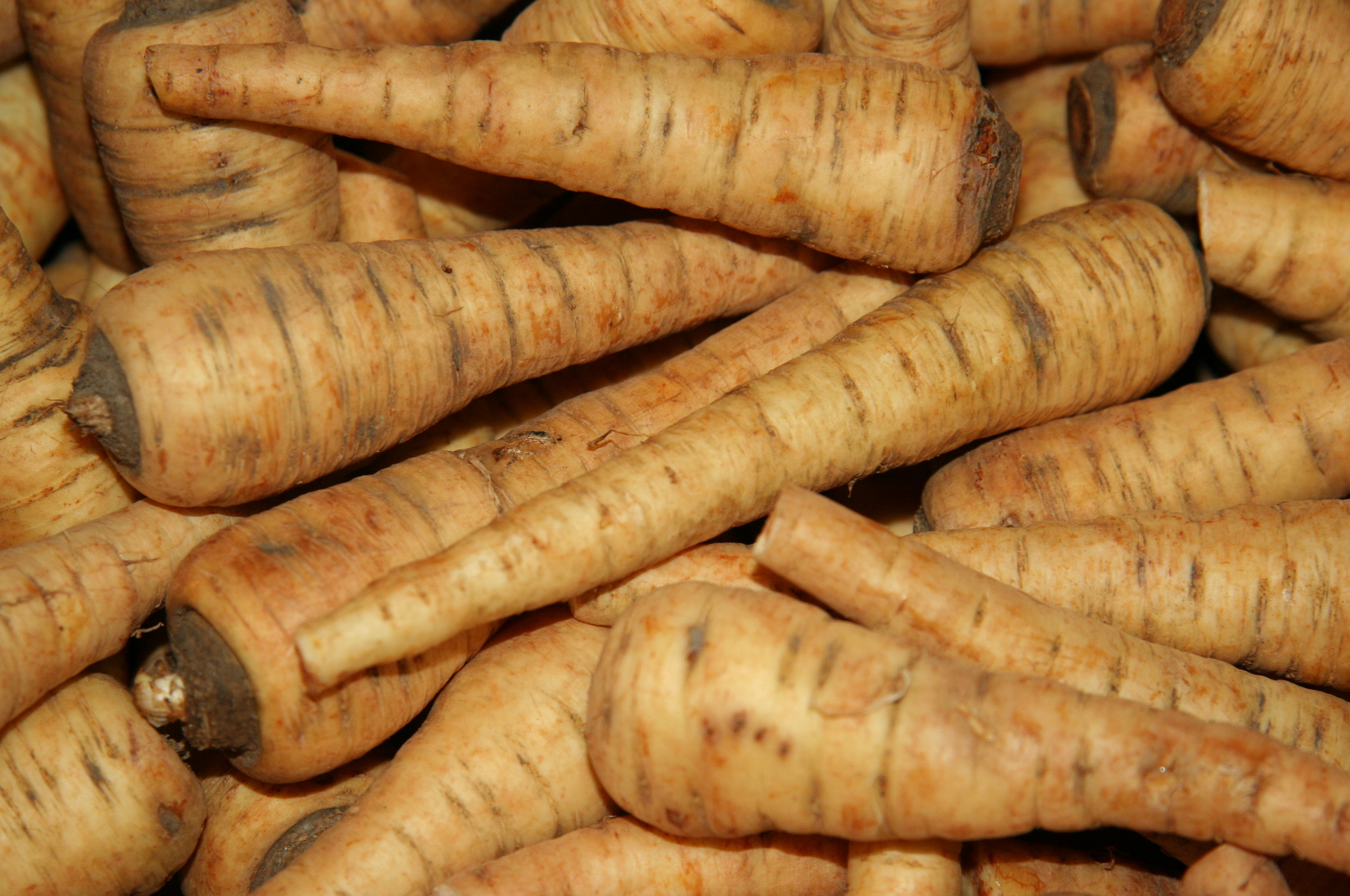
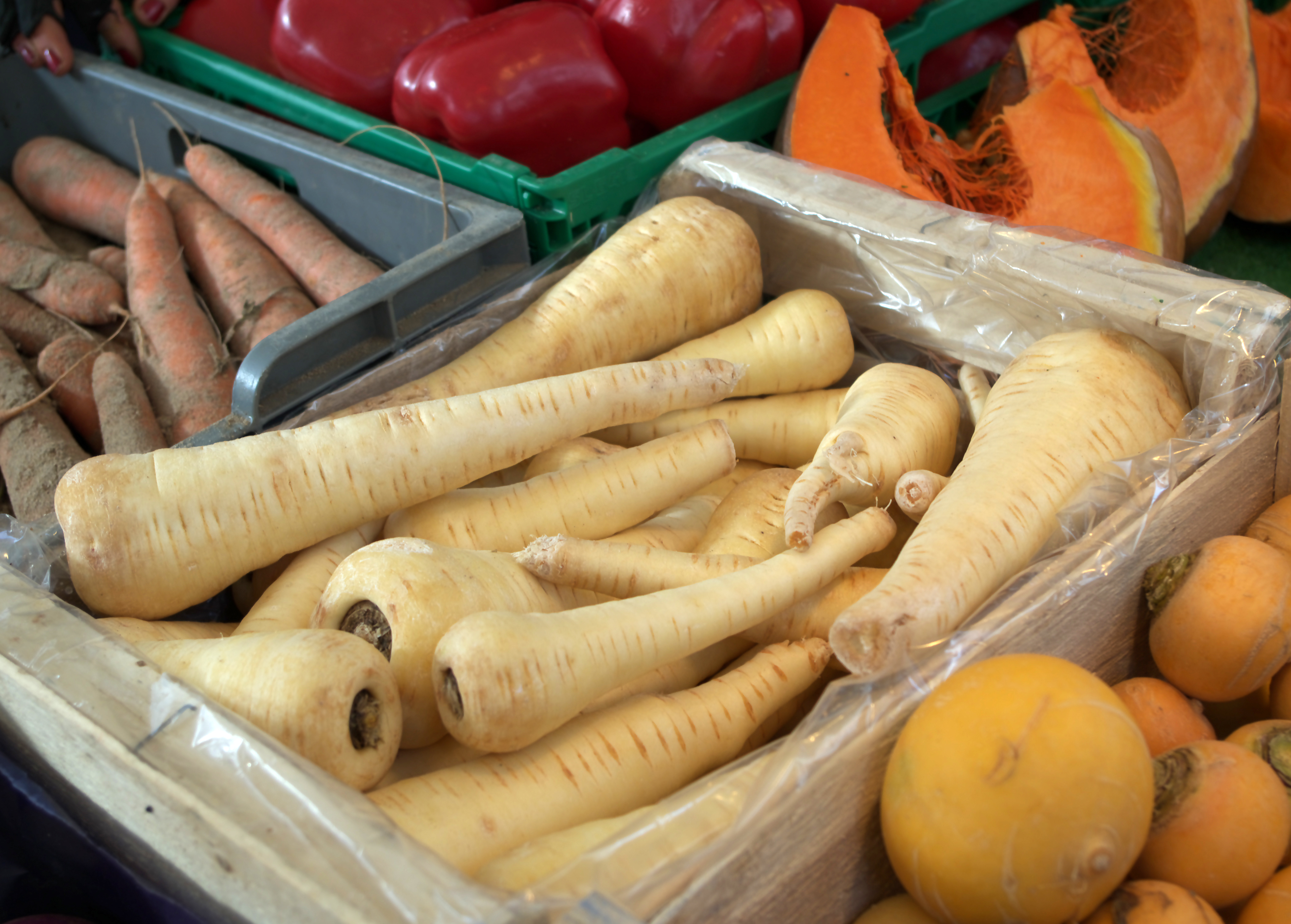
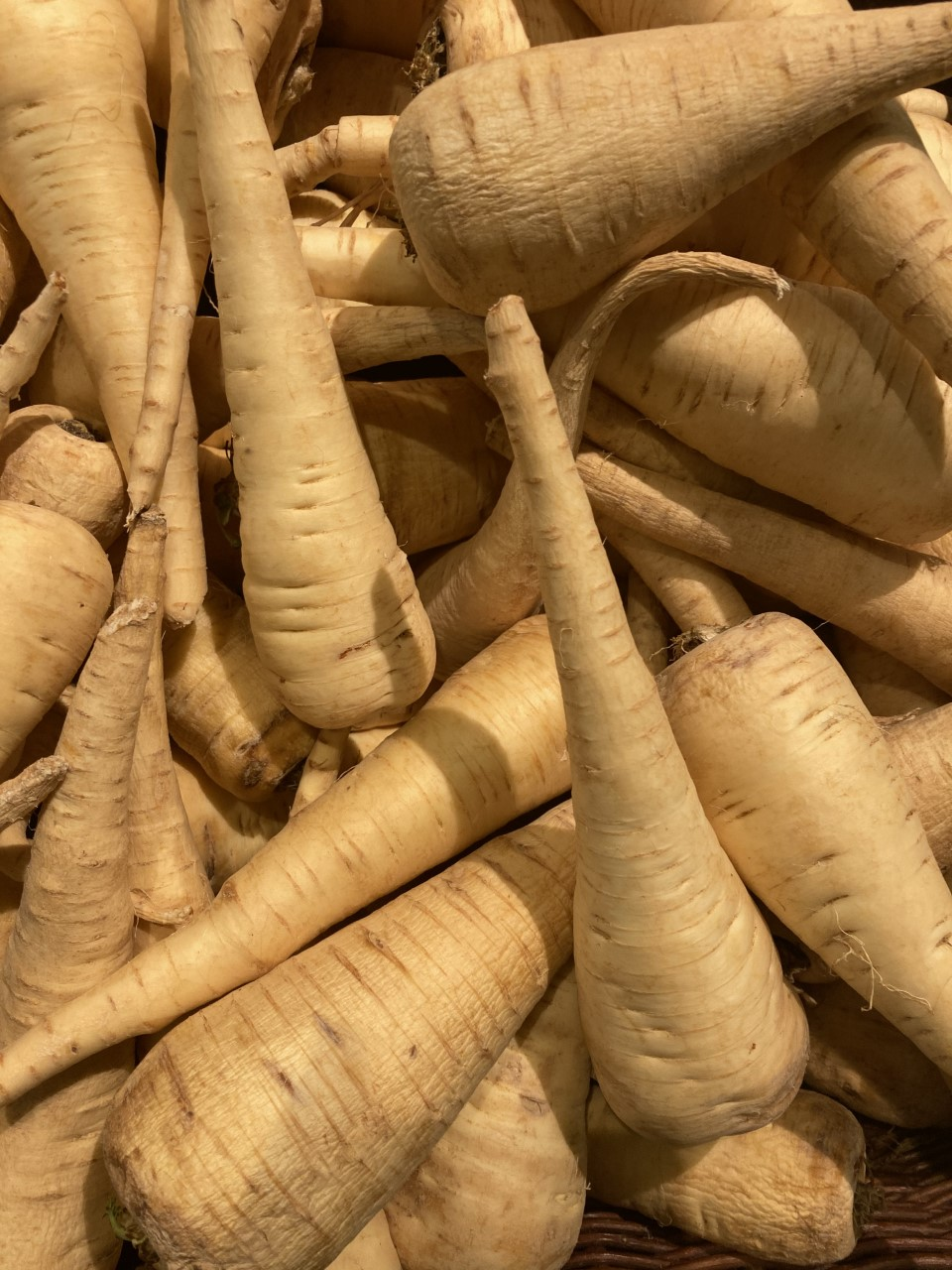
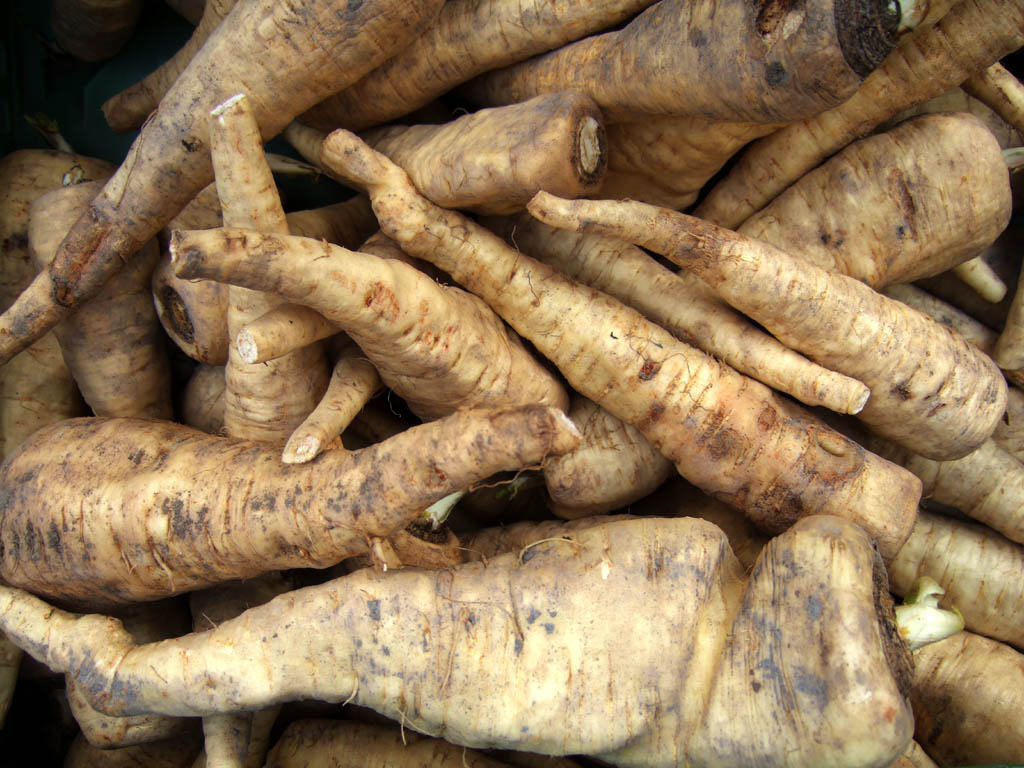
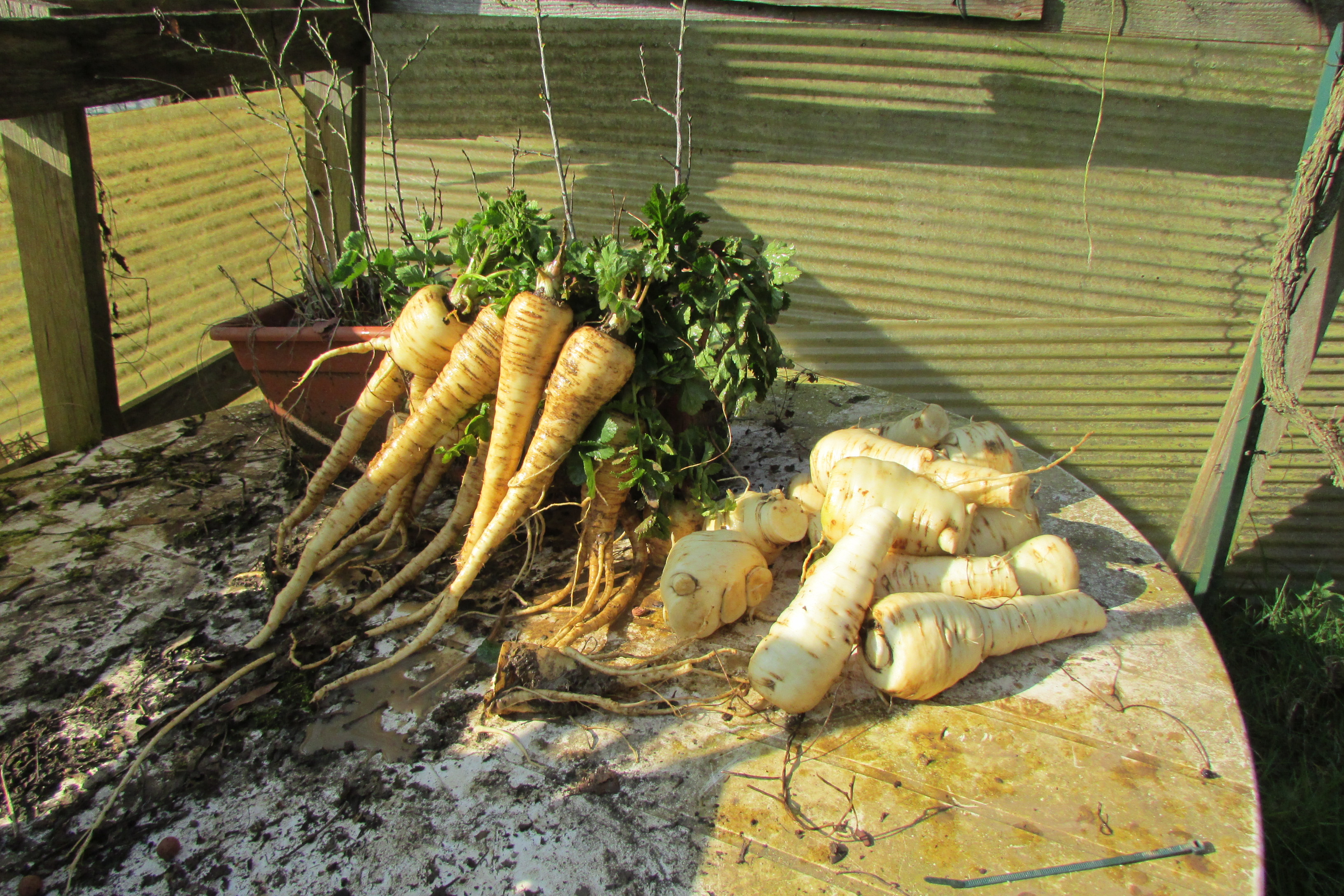
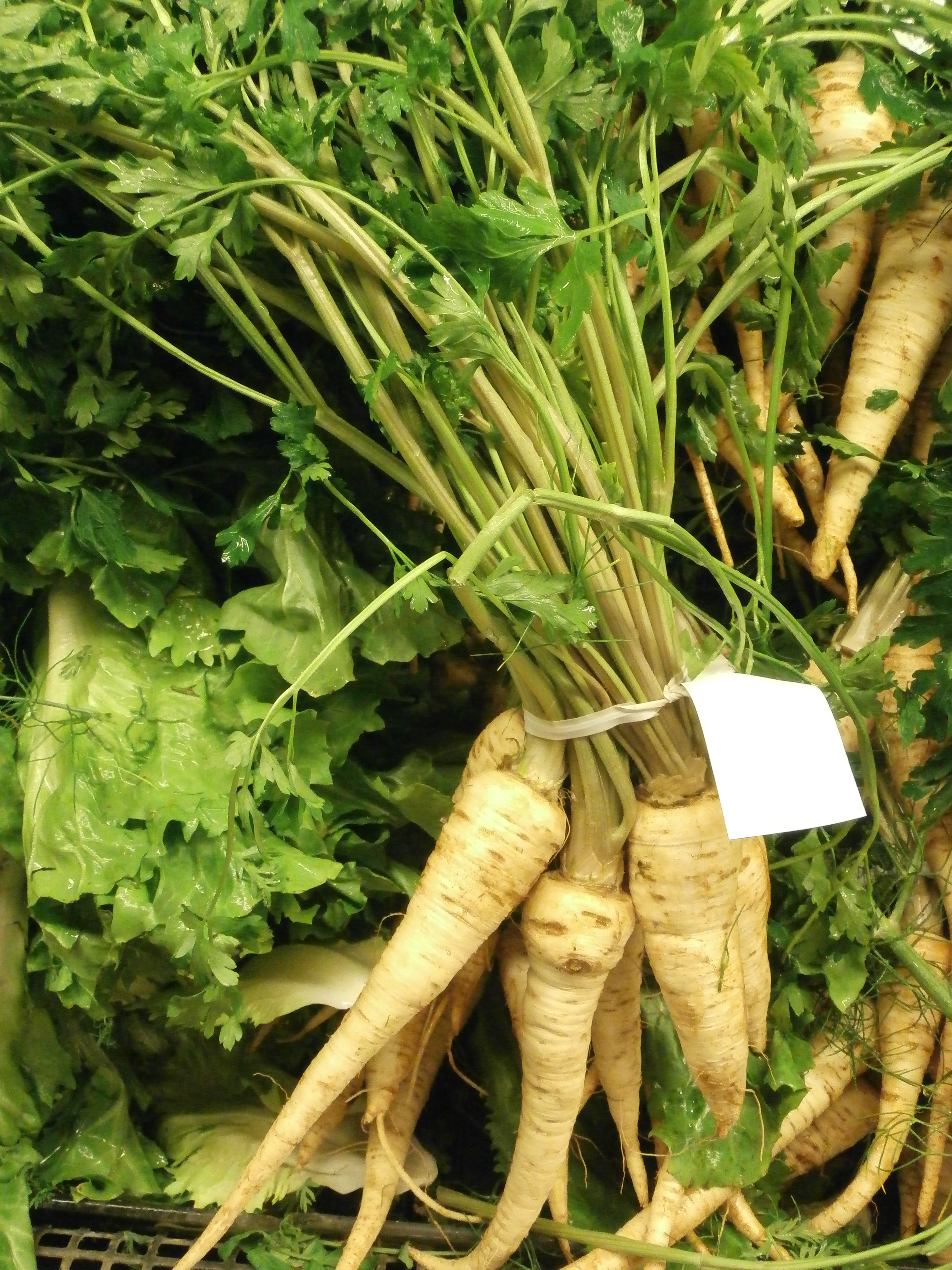
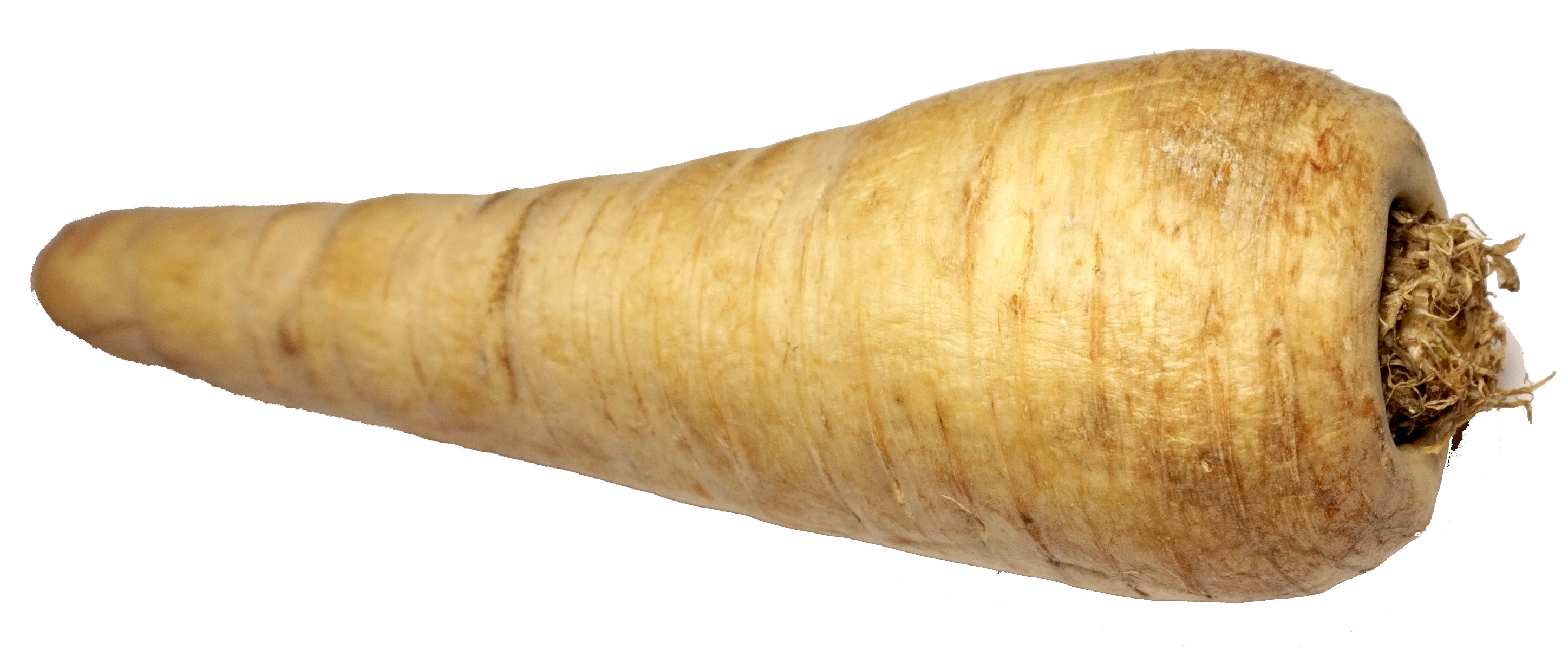
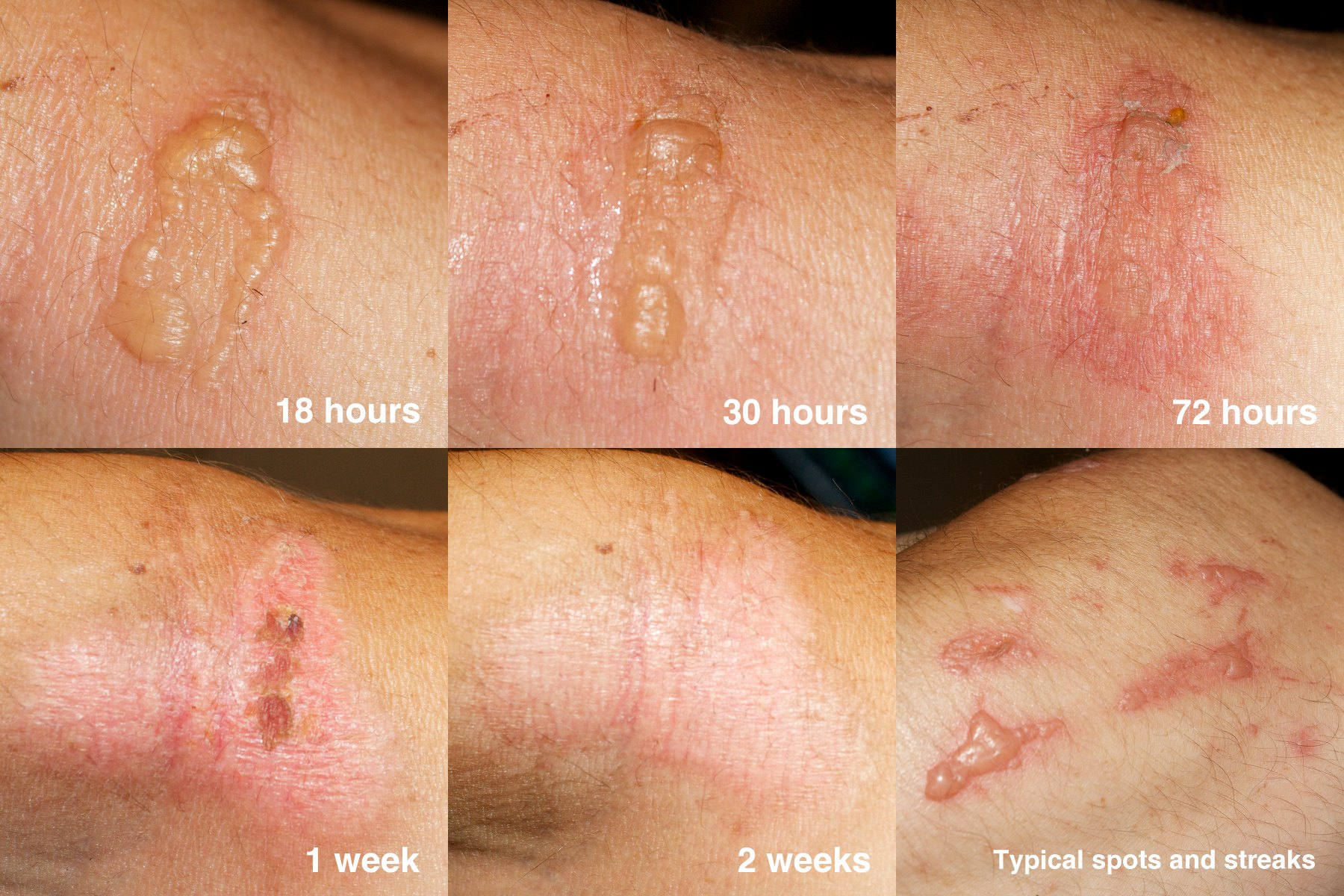
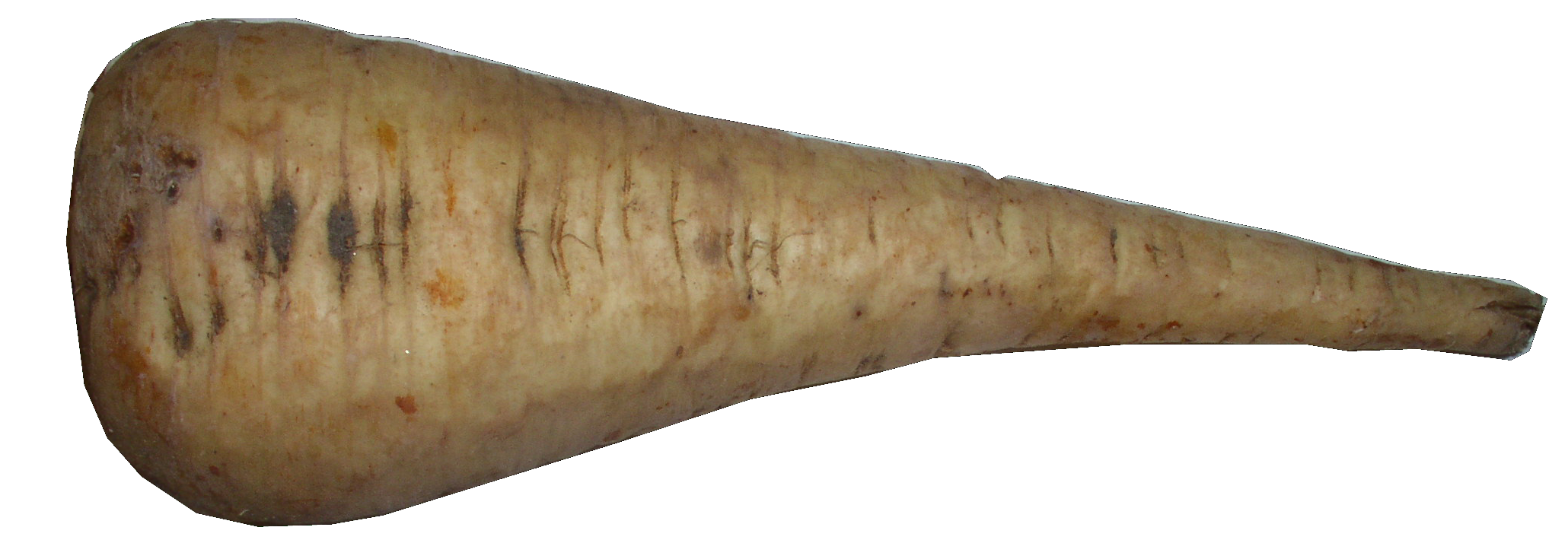
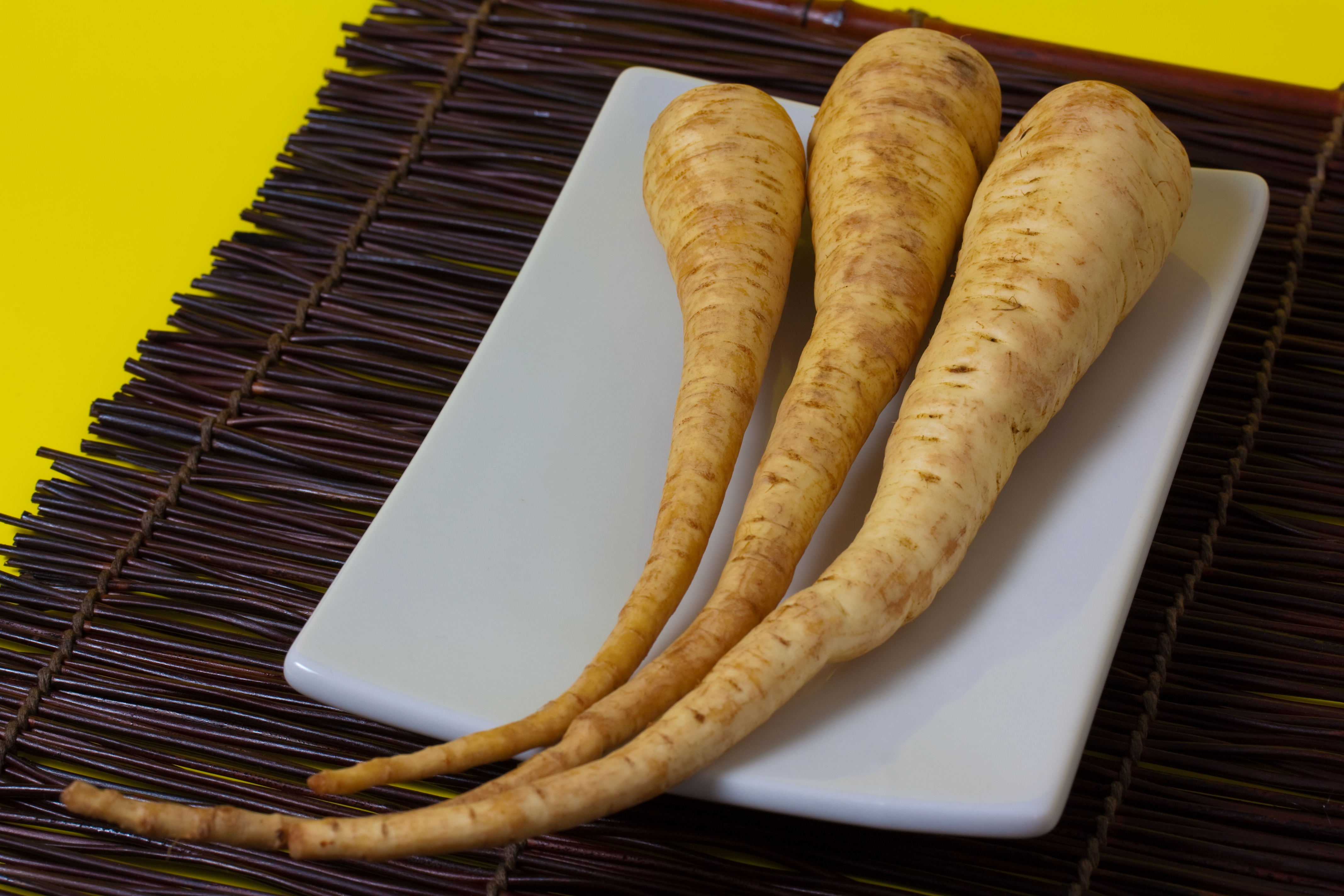
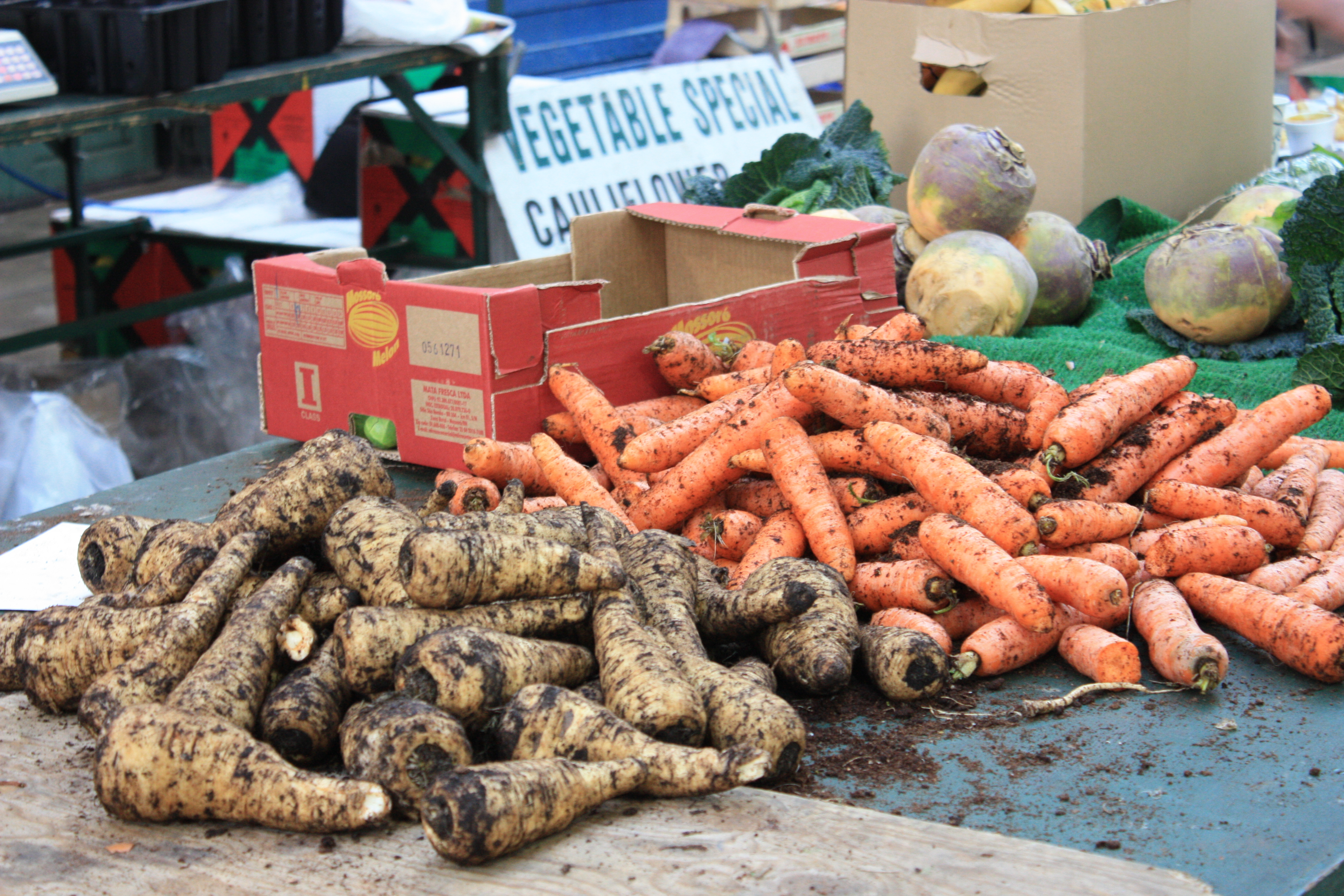
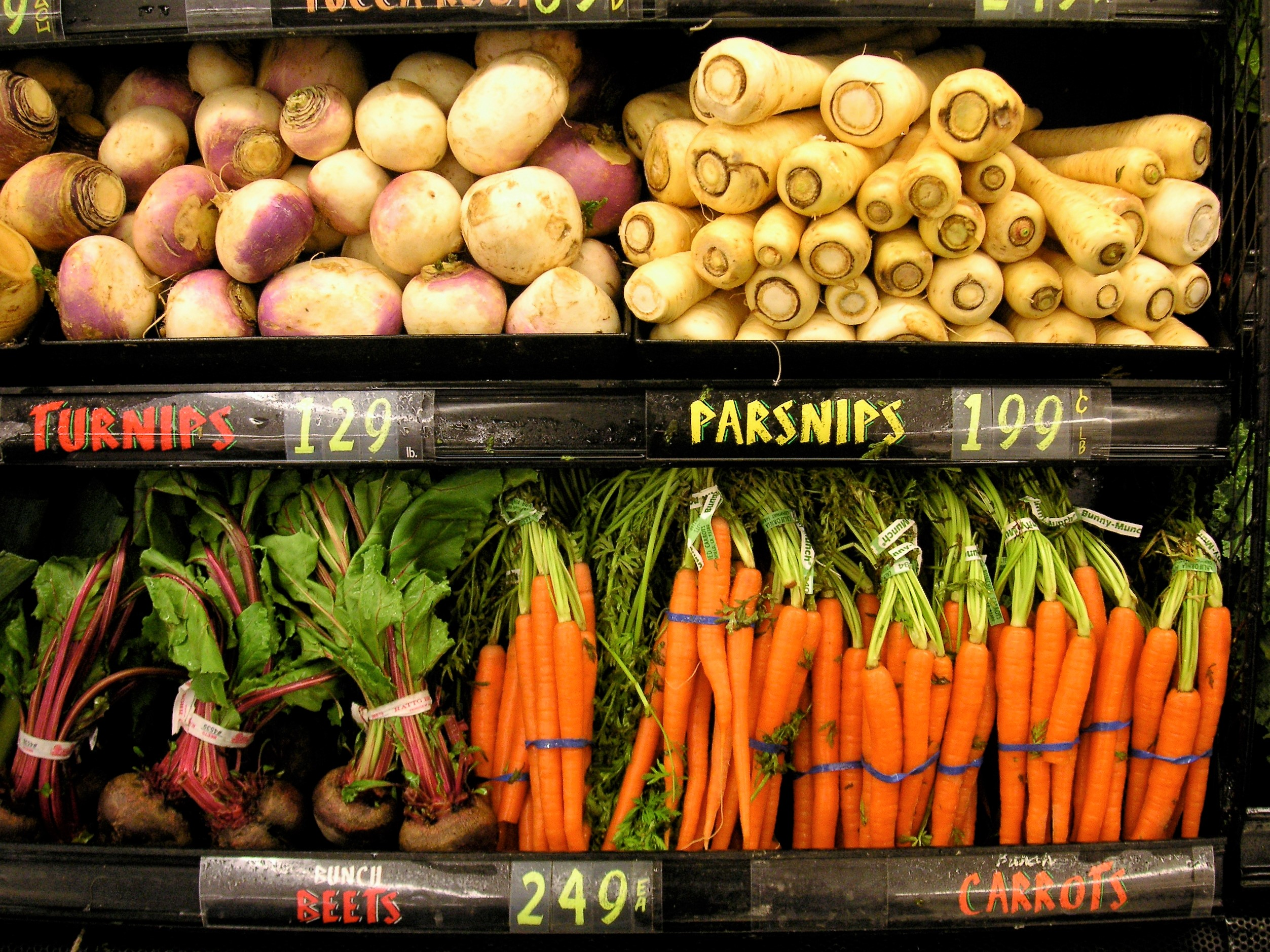
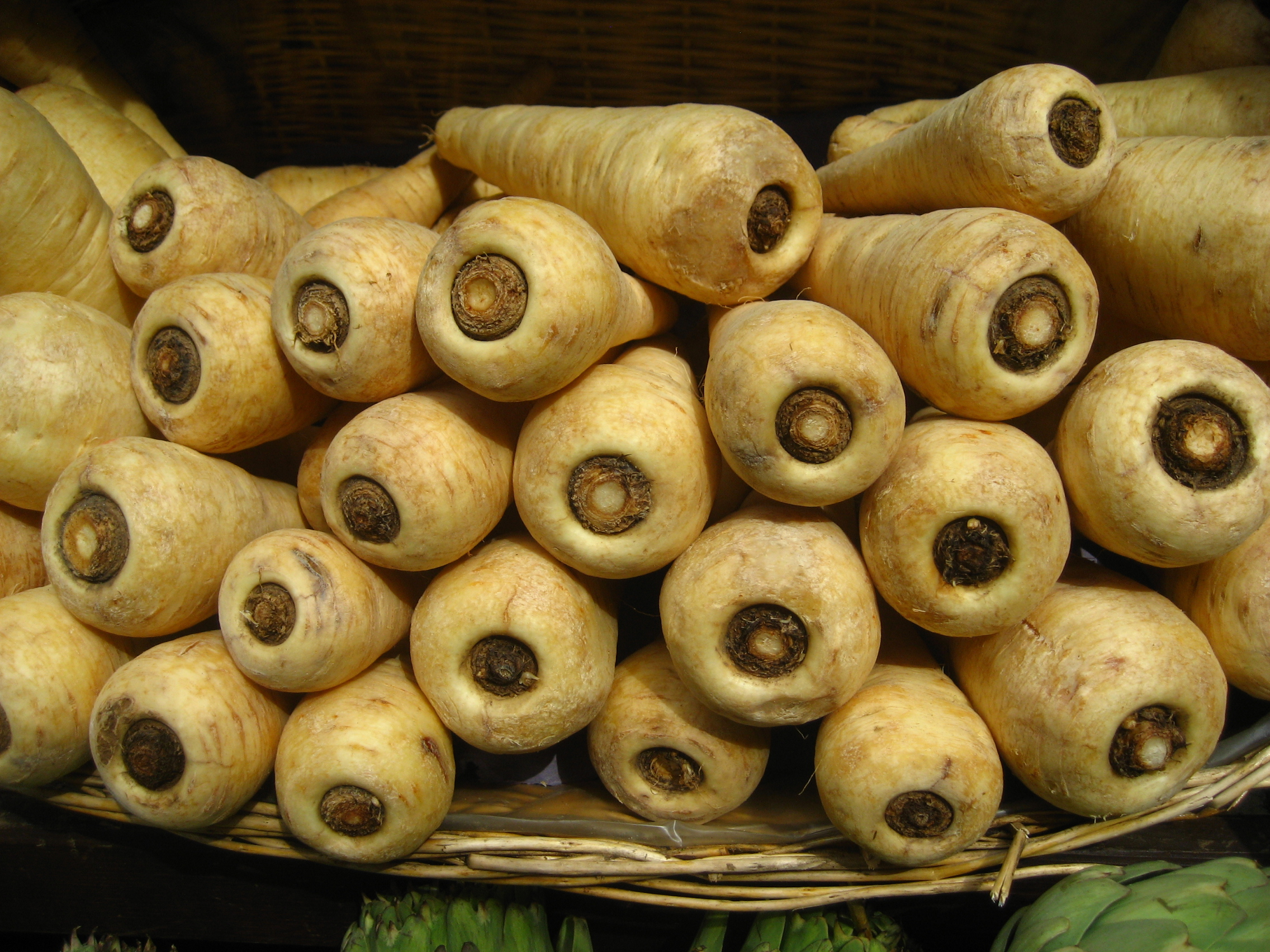